# Église Notre-Dame de Bon Secours de Céroux
L'église Notre-Dame de Bon Secours est une église catholique de style néogothique située à Céroux, section de la ville belge d'Ottignies-Louvain-la-Neuve, dans la province du Brabant wallon.
Un des vitraux de l'église a été restauré en 1972 grâce à la générosité de l'auteur de bande dessinée Hergé et de son épouse Germaine Kieckens qui s'étaient installés au lendemain de la Seconde Guerre mondiale au hameau de  Ferrières.
Son cimetière abrite la tombe d'un autre auteur de bande dessinée célèbre qui habitait la paroisse, Jacques Martin, auteur des bandes dessinées Alix et Lefranc.
Son clocher, point de repère familier pour les pilotes de montgolfières, fait partie de l'emblème du Club des Ballons de Céroux.

## Localisation
L'église occupe le côté oriental de la place Communale du hameau de Céroux, une place connue dans la région comme lieu de départ de montgolfières.
Cette place s'appelle ainsi car elle était la place Communale de Céroux-Mousty, lorsque celle-ci constituait une commune autonome avant la fusion de communes en Belgique opérée en 1977.
L'église est bordée au nord par la rue Bois Henri, à l'est par la rue Sainte-Catherine et au sud par la Grand'Rue.
L'altitude du plateau sur lequel l'église est construite est d'environ 135 mètres.

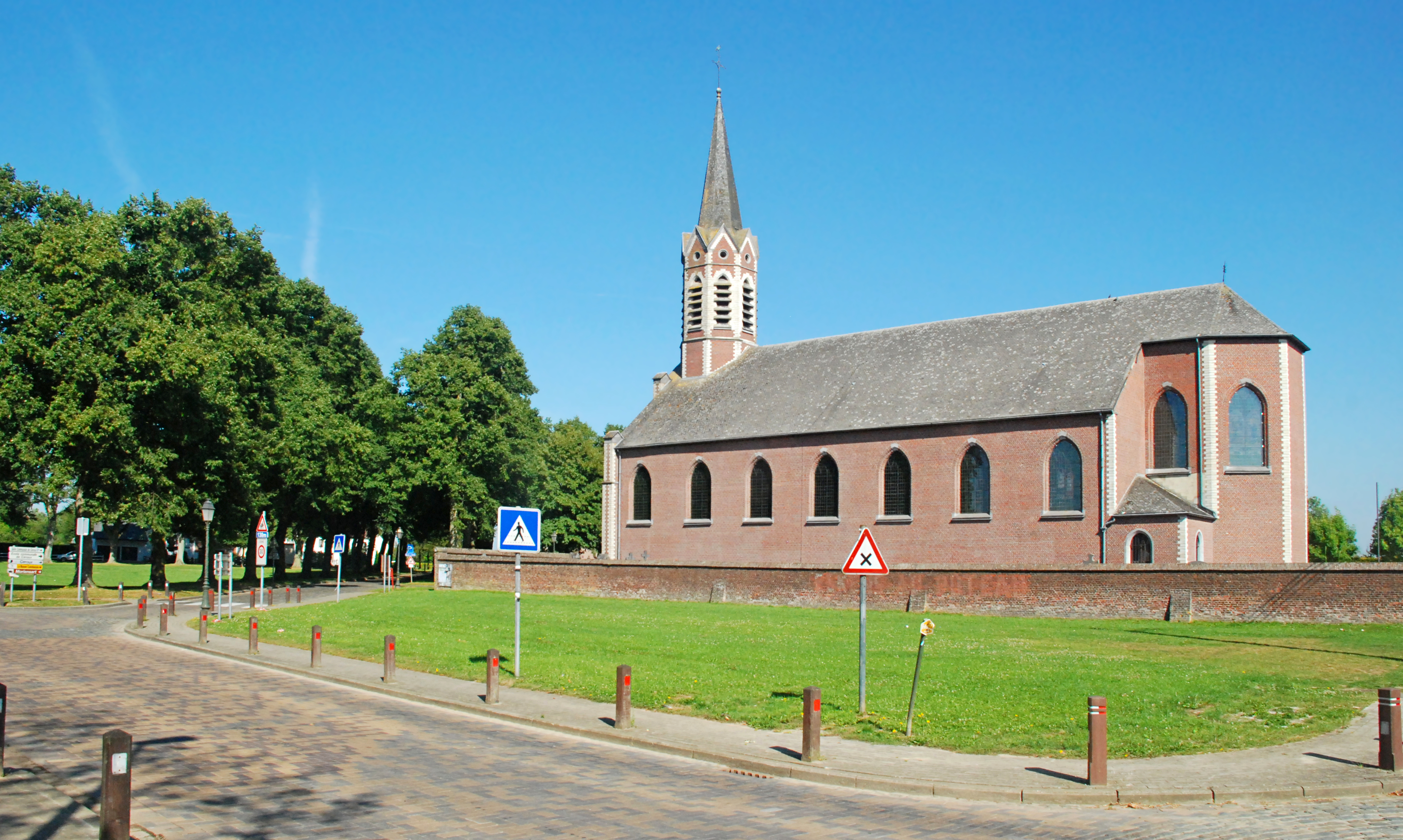
L'église et la place Communale.

## Statut patrimonial
Non classée, l'église fait cependant l'objet d'une « inscription » comme monument et figure à l'Inventaire du patrimoine immobilier culturel de la Wallonie sous la référence 25121-INV-0001-02.

## Historique
Anciennement, Céroux (appelé Roux-le-Sec, Serous, Seroulx, Seroux au fil des siècles) ne possédait qu'une chapelle Notre-Dame, qui était rattachée à la paroisse de Mousty.
Une chapelle a été construite à l'emplacement de l'église actuelle en 1664 par le baron de Bornhem et par les habitants de Céroux.
Cette chapelle a été remplacée par l'église Notre-Dame de Bon Secours bâtie en 1848 en style néogothique par l'architecte Antoine Moreau (1791-1872),,,,, auteur par ailleurs  de l'église Sainte-Gertrude de Hévillers (1824), de l'église Saint-Amand de Hamme-Mille (1830) et de l'église Saint-Jean-Baptiste de Loupoigne (1833).
Selon les auteurs Jules Tarlier et Alphonse Wauters (1864), Antoine Moreau aurait imité l'église de Viane due à M.Wolters.

## Architecture

### Architecture extérieure
L'église, couverte d'ardoises, est édifiée en briques rouges sur un soubassement de pierre bleue (petit granit) et fait un emploi généreux du grès blanc pour les chaînages d'angle, les baies et les gâbles du clocher.
Dans leur ouvrage de 1864, Jules Tarlier et Alphonse Wauters la décrivent ainsi : « L'église est de style ogival et à la forme d'une basilique à trois nefs divisées en 6 travées, en y comprenant celle qui occupent les côtés de la tour. Le chœur se termine en abside à 3 pans (…) La façade est disposée en pignon à arcatures rampantes ; le centre fait avant-corps et reçoit la porte d'entrée, qui est surmontée d'une fenêtre et flanquée de deux autres baies. Au-dessus de cette façade s'élève un clocher octogone, à gables, qui se termine en flèche. ».
La façade occidentale, au soubassement de pierre bleue, est composée de trois compartiments séparés par des contreforts aux chaînages d'angle de grès blanc terminés par des pinacles de pierre bleue. La façade est couronnée d'une arcature composée d'une série d'arcs cintrés. Elle est percée au rez-de-chaussée d'une porte à encadrement de pierre bleue surmontée d'un arc en anse de panier mouluré, souligné d'une archivolte en accolade sommée d'une croix. Cette porte est surmontée d'une fenêtre d'orgue sous archivolte en accolade, sommée d'un fleuron.
La façade occidentale est surmontée par un clocher octogonal en briques et chaînages d'angle en grès blanc. Chacune des faces du clocher est percée d'une baie campanaire ogivale dont l'encadrement de grès blanc rejoint les chaînages d'angle et est surmonté d'un gable percé d'un oculus. La flèche et les gables sont couverts d'ardoises. La tour de l'église est un des points de repère de Céroux.
Chacune des façades latérales est percée de sept fenêtres, dont l'arc ogival est réalisé en briques, avec une clé d'arc en pierre bleue. Ces sept fenêtres correspondent aux cinq travées de la nef, à une chapelle abritant un autel latéral et à un local technique situé au pied de la tour.
À l'est, l'église se termine par un haut chevet composé d'une travée de chœur et d'une abside à trois pans. Ce chevet, rythmé par ses chaînages d'angle en grès blanc et percé de fenêtres ogivales semblables à celles des façades des collatéraux, est flanqué d'une sacristie basse.

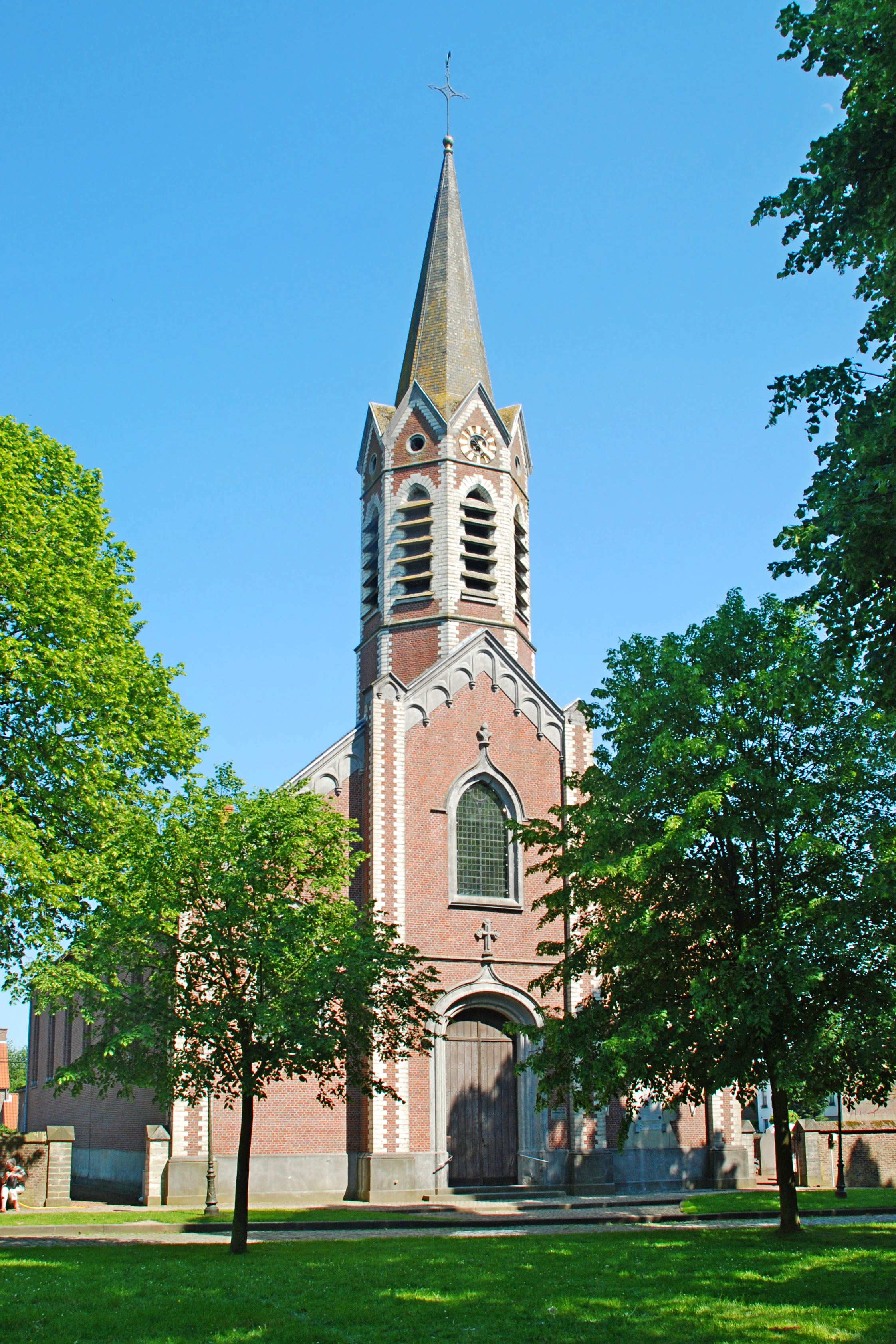
La façade.
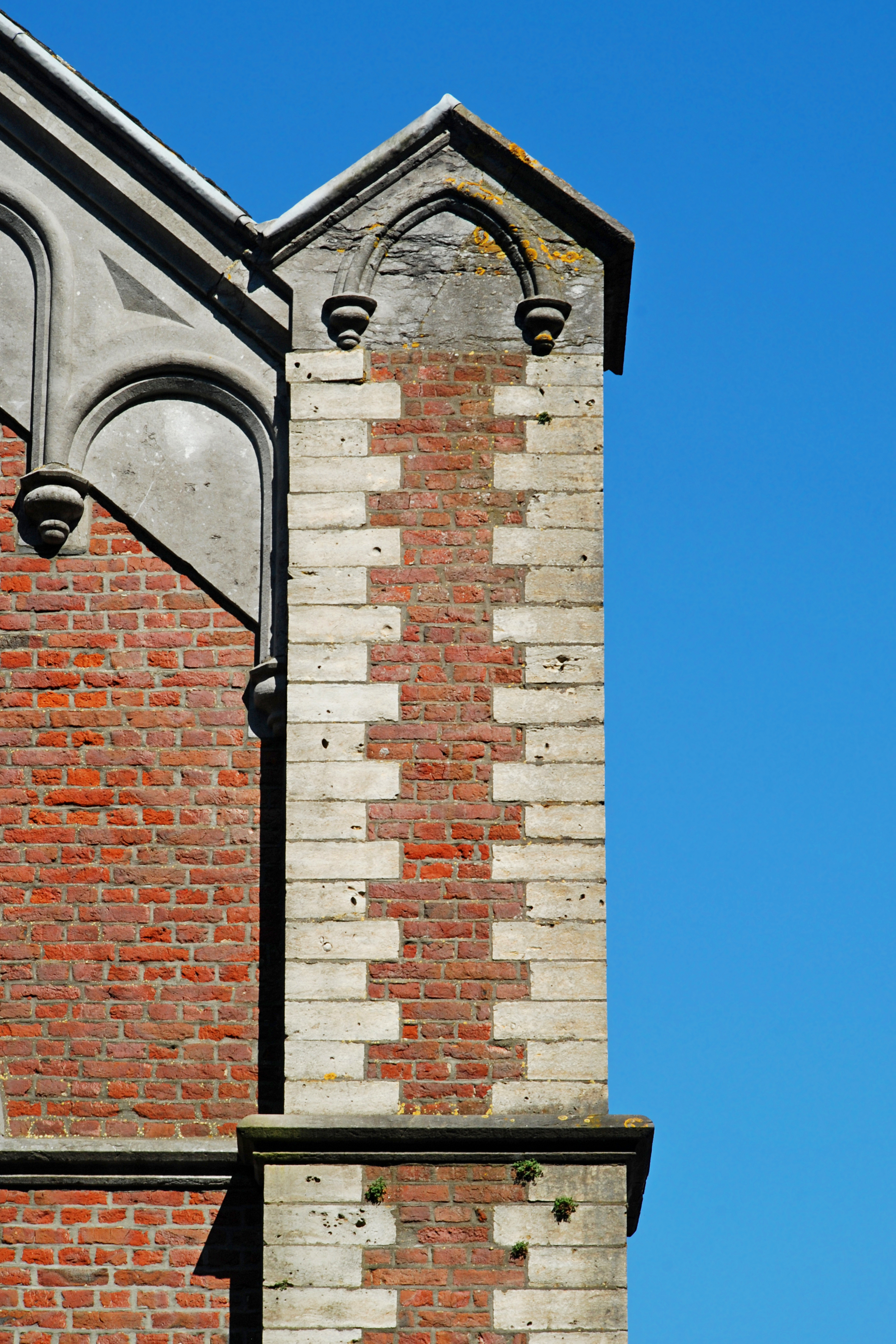
Pinacle de la façade.
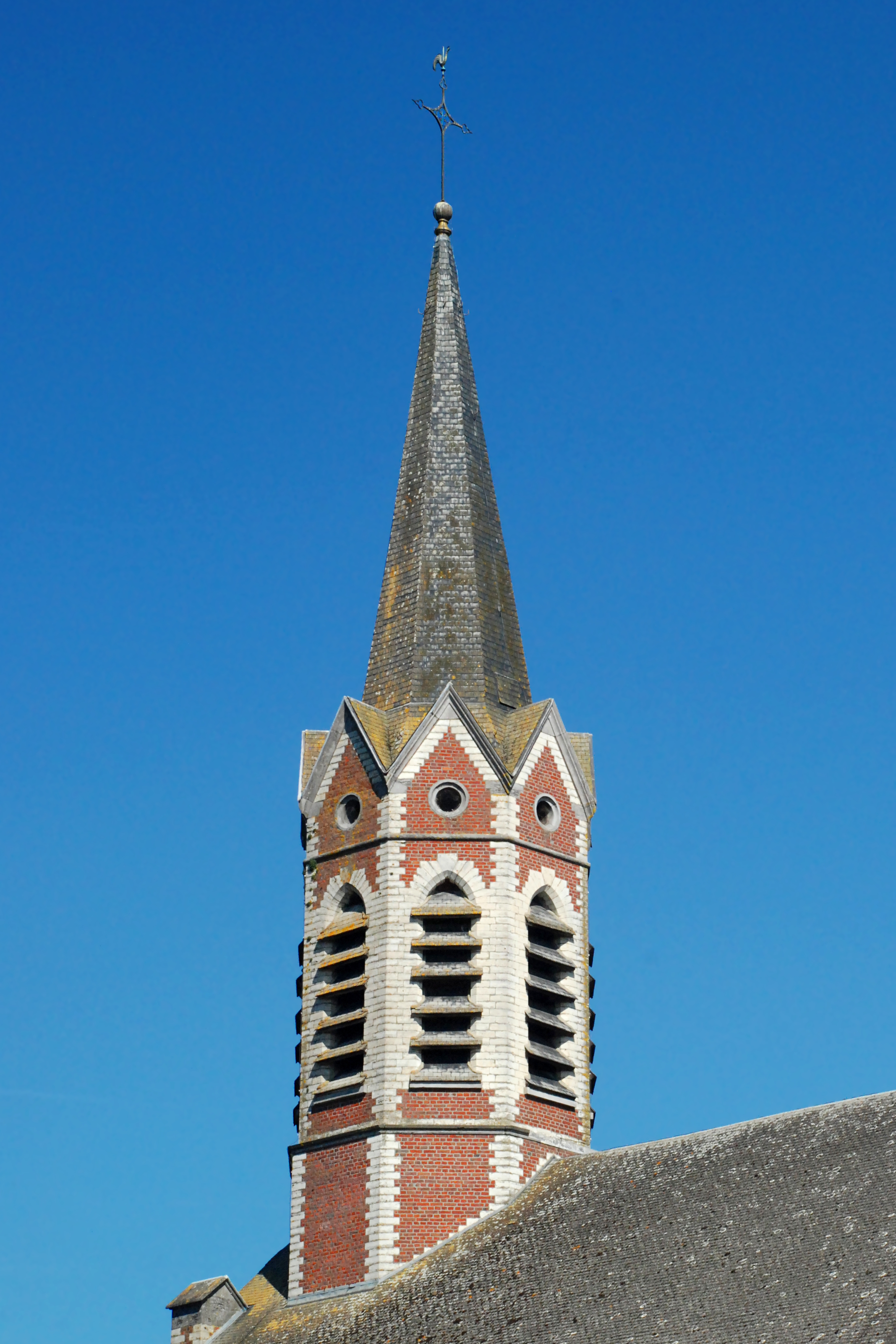
Le clocher.
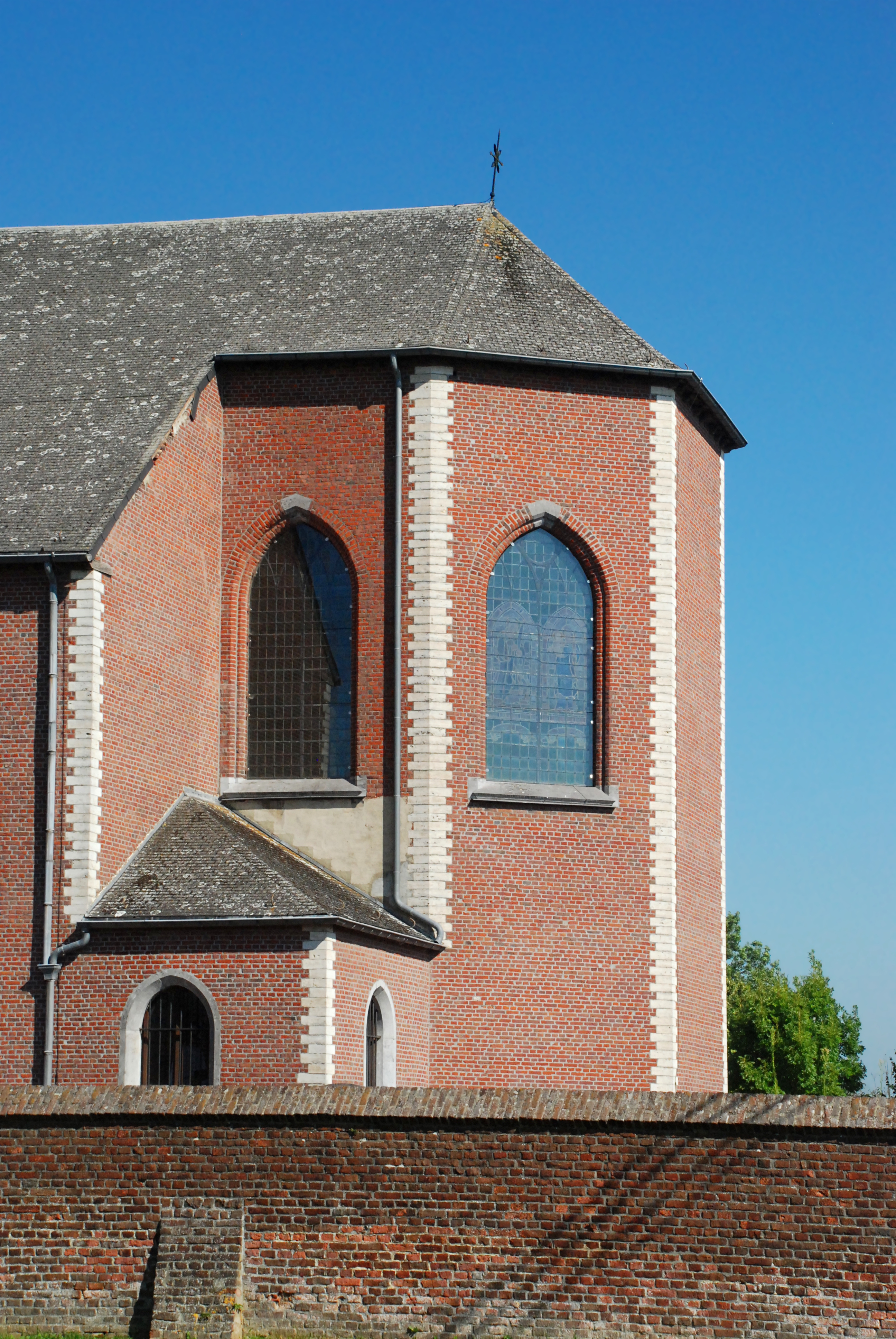
Le chevet.
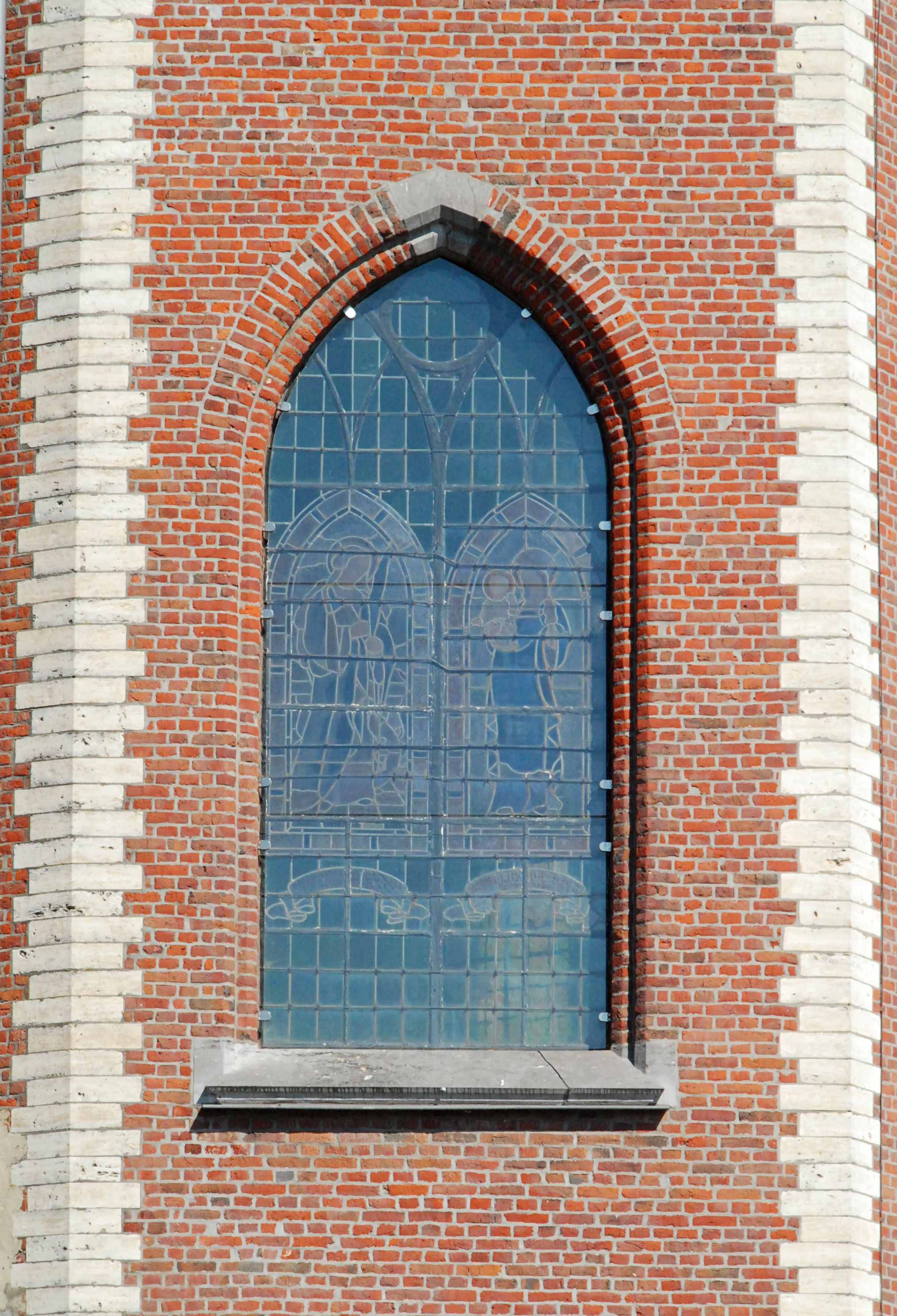
Baie du chevet.

### Architecture et décoration intérieure

#### Plan et style

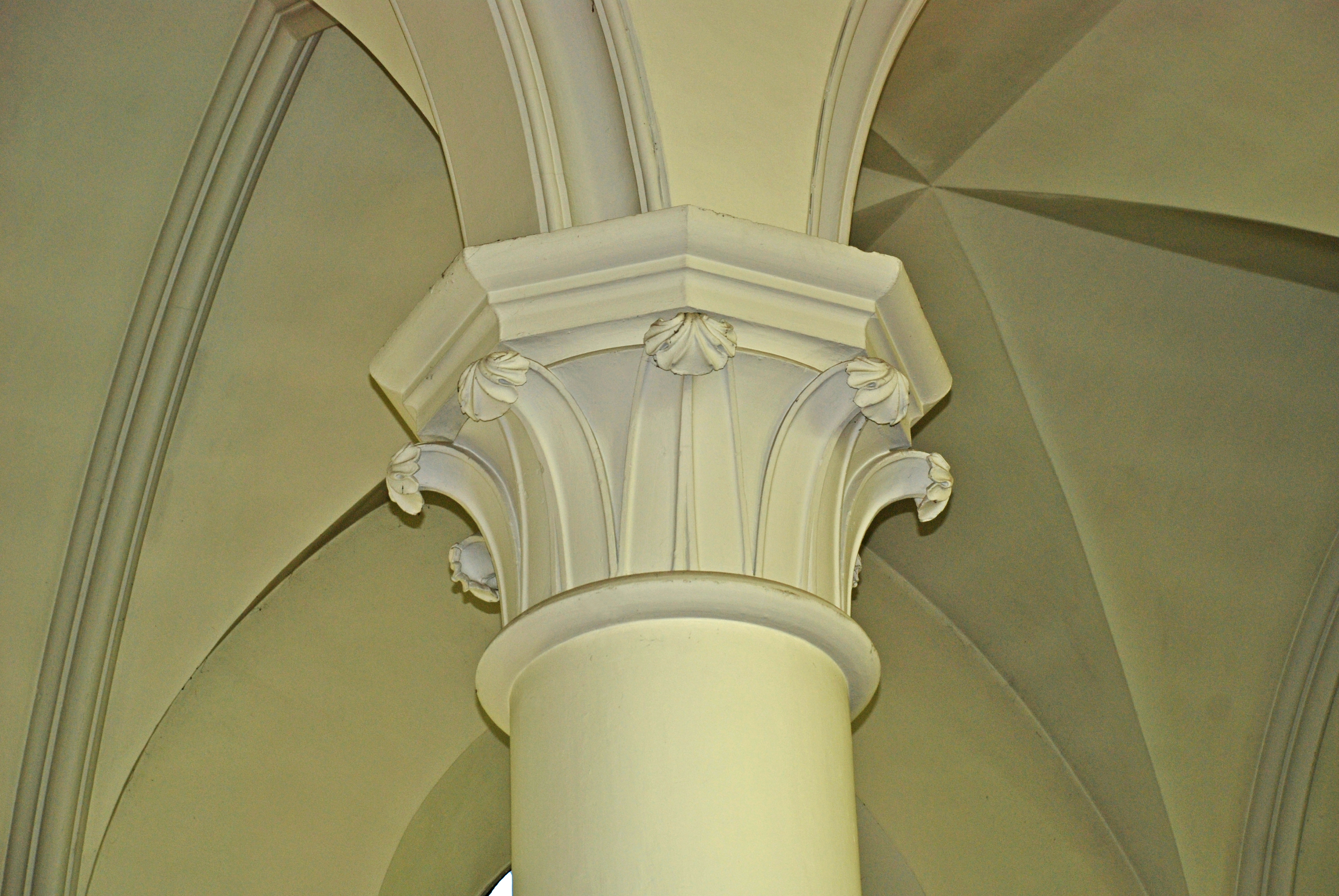
Chapiteau à crochets.

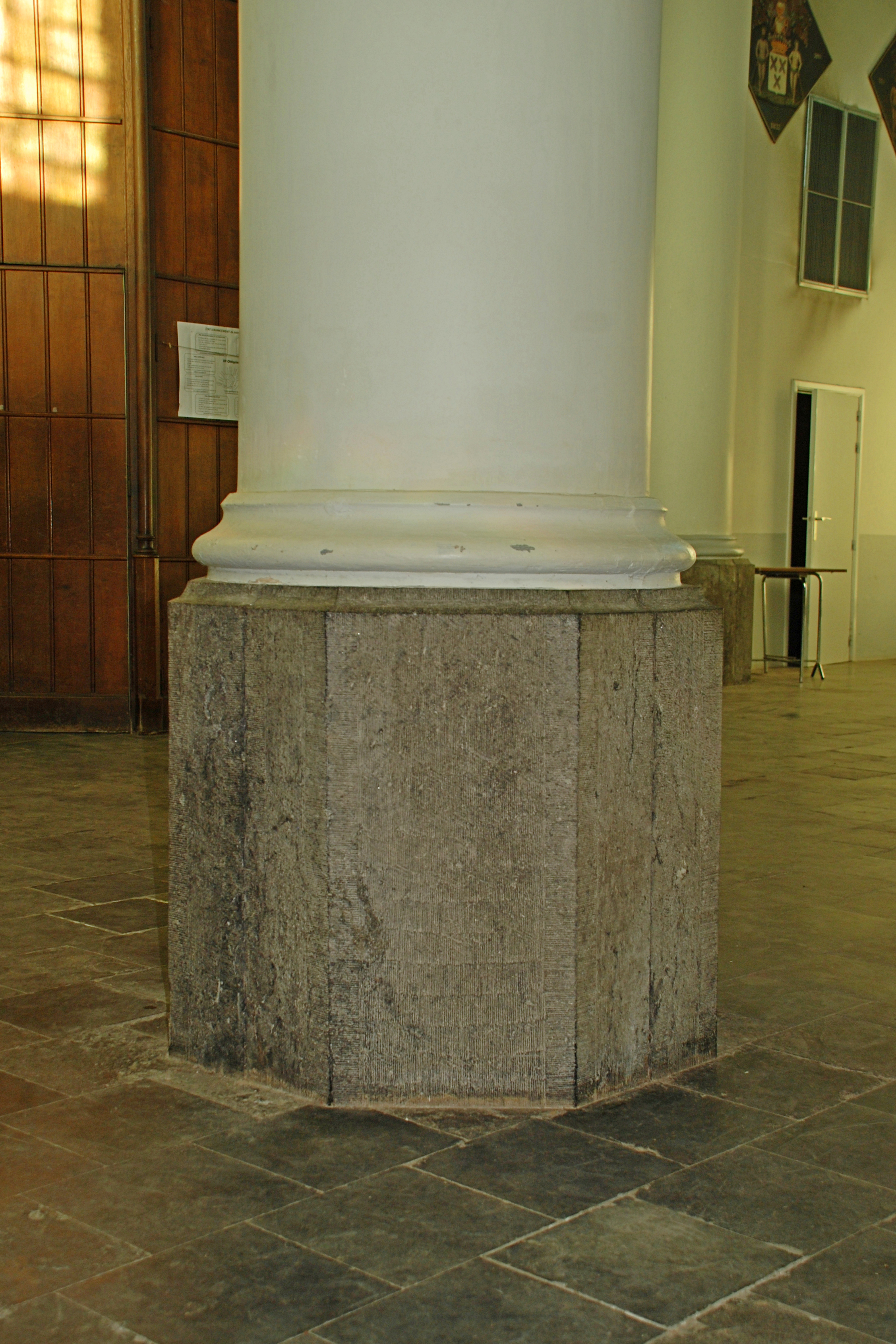
Base de colonne en pierre bleue.

L'édifice présente un plan basilical sans transept, avec un vestibule surmonté de l'orgue à l'ouest, une nef de cinq travées flanquée de deux collatéraux, et un chœur prolongé par une abside à trois pans à l'est.
L'intérieur, de style néogothique, est complètement peint en blanc, à l'exception des bases de colonnes réalisées en pierre bleue et du fond des collatéraux peints respectivement en orange (à gauche) et en vert (à droite).
La nef centrale est séparée des bas-côtés par des colonnes à chapiteau à crochets. Elle est couverte d'une voûte d'arêtes entre arcs-doubleaux retombant sur des culots.

La nef
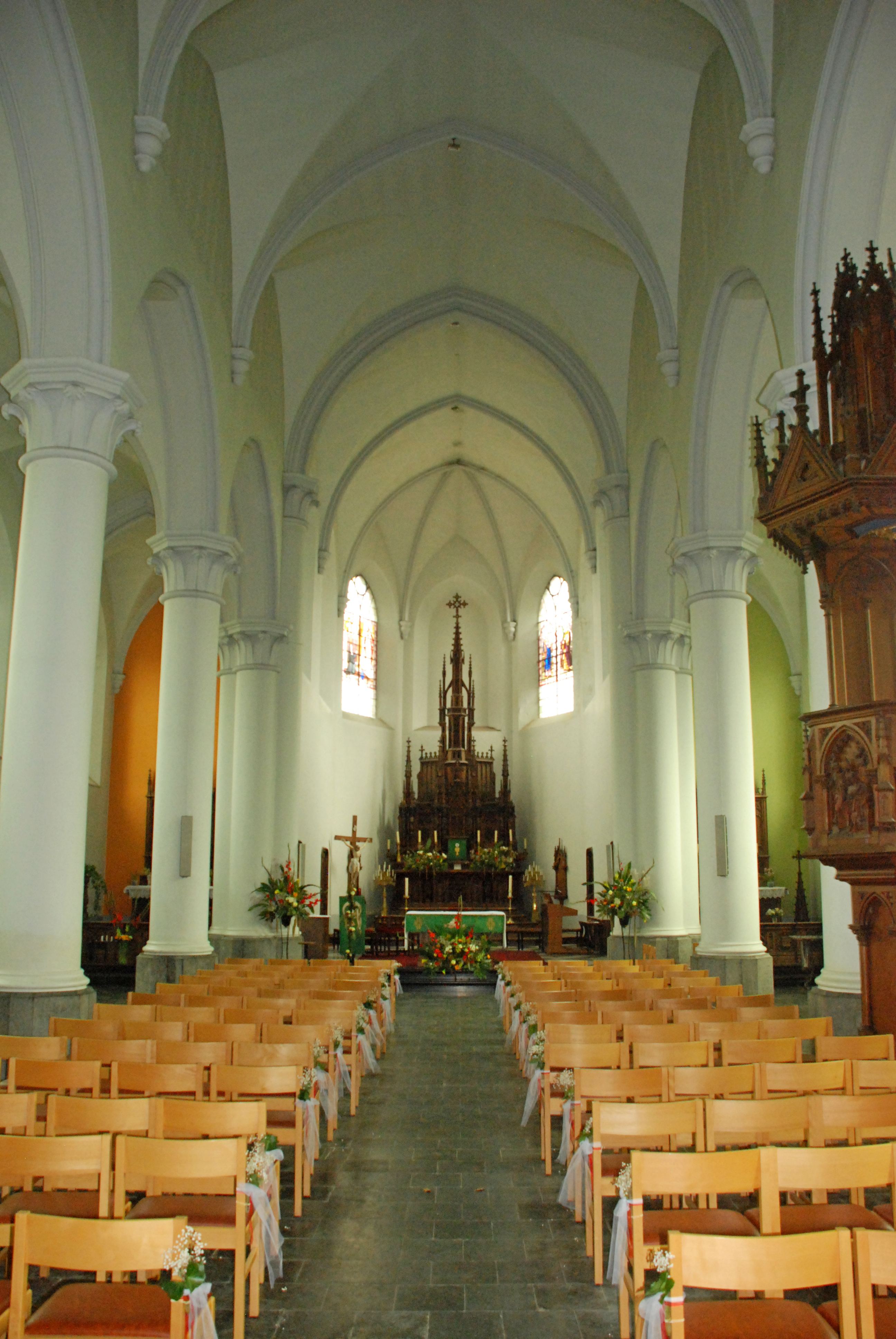
Vue vers le chœur.
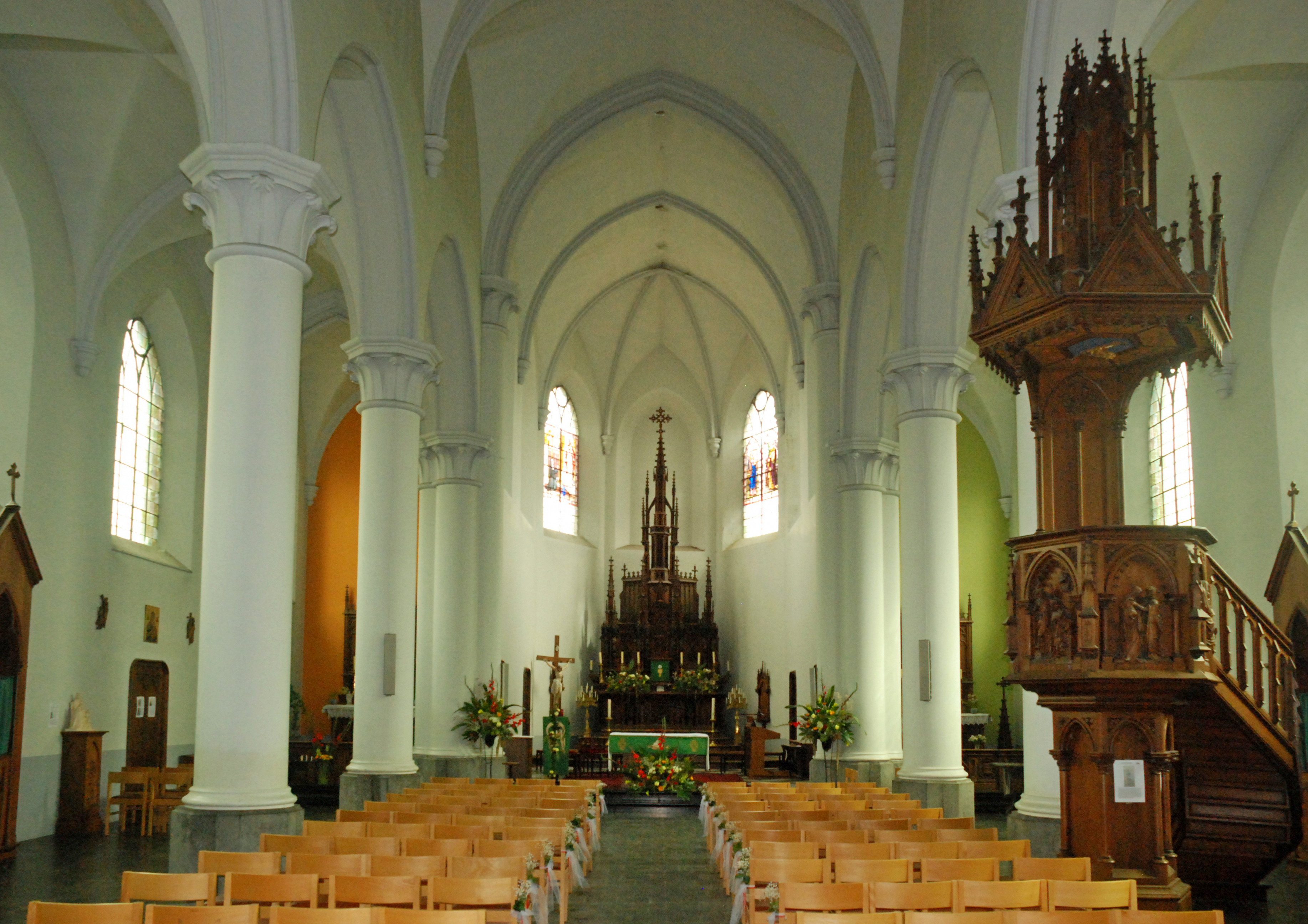
La nef.
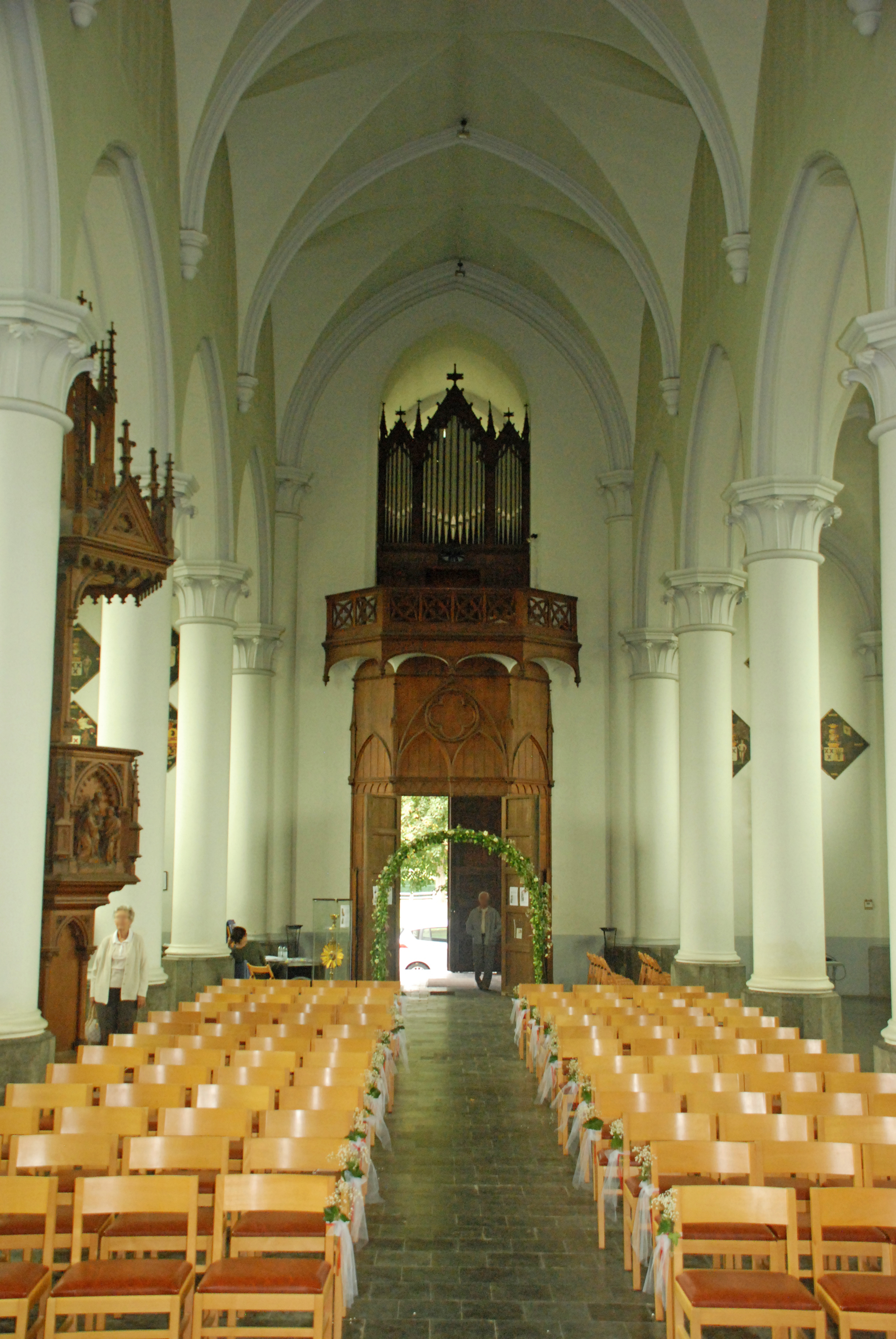
Vue vers le fond de la nef et les orgues.

#### Maître-autel (1855)
En 1864, Jules Tarlier et Alphonse Wauters décrivent le maître-autel en ces termes : « Le maître-autel ou autel du Saint-Sacrement est fort beau ; il est sculpté en bois dans le style ogival ; la Fabrique l'a acheté, pour 3 100 francs, des frères Goyers, de Louvain, qui ont obtenu pour cet autel une médaille à l'Exposition universelle de Paris ».
D'une hauteur de 9 m et d'une largeur de 3,7 m, le maître-autel sculpté en chêne dans le style néogothique date de 1855 et évoque la silhouette d'une église gothique.
Réalisé 6 ans après celui de la chapelle du miracle du Saint-Sacrement de la cathédrale Saints-Michel-et-Gudule de Bruxelles (1849), le maître-autel de Céroux se pose en prototype à l'échelle rural et sera repris comme modèle pour une trentaine d'autels principaux et latéraux en Belgique.

Le maître-autel
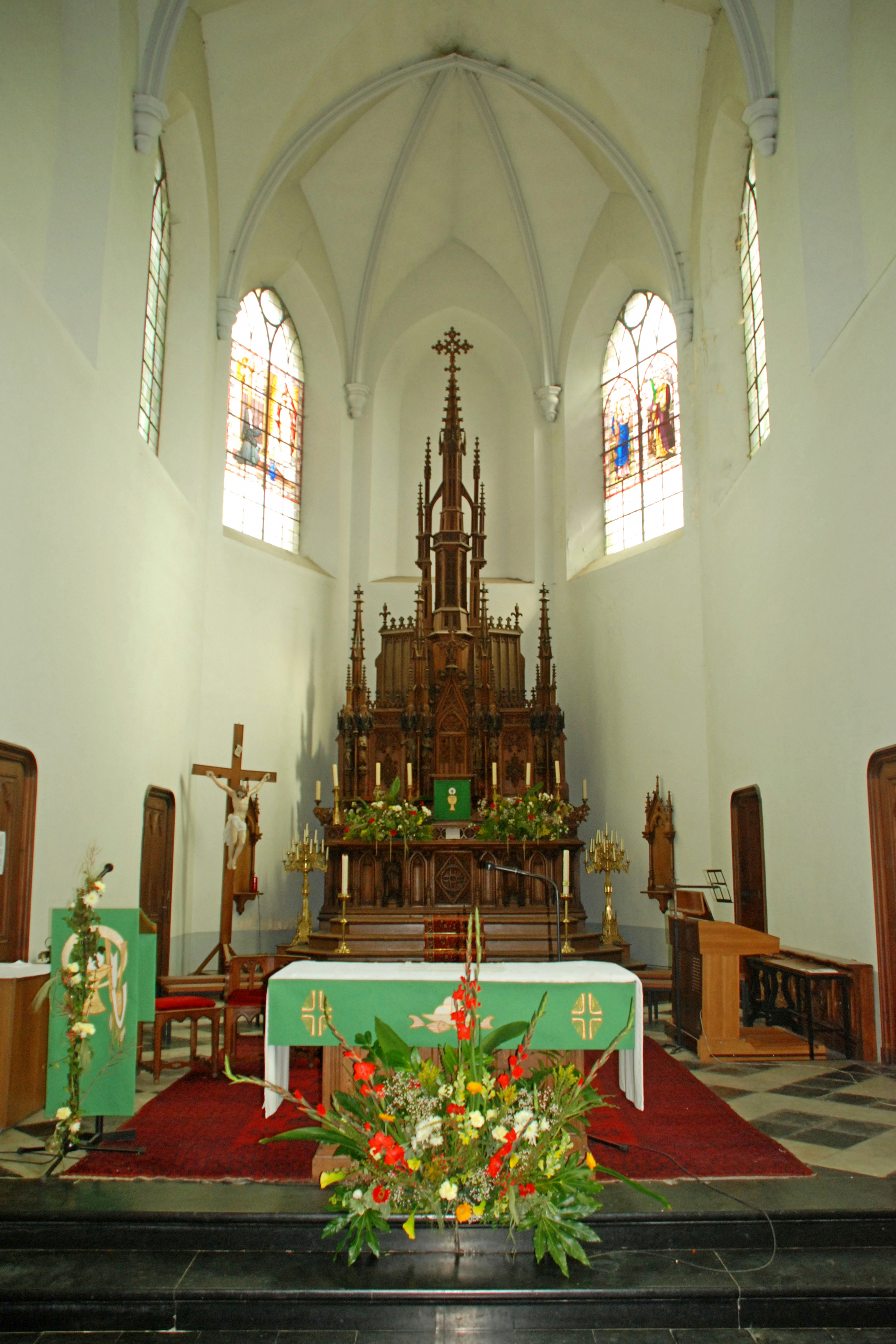
Le chœur et le maître-autel.
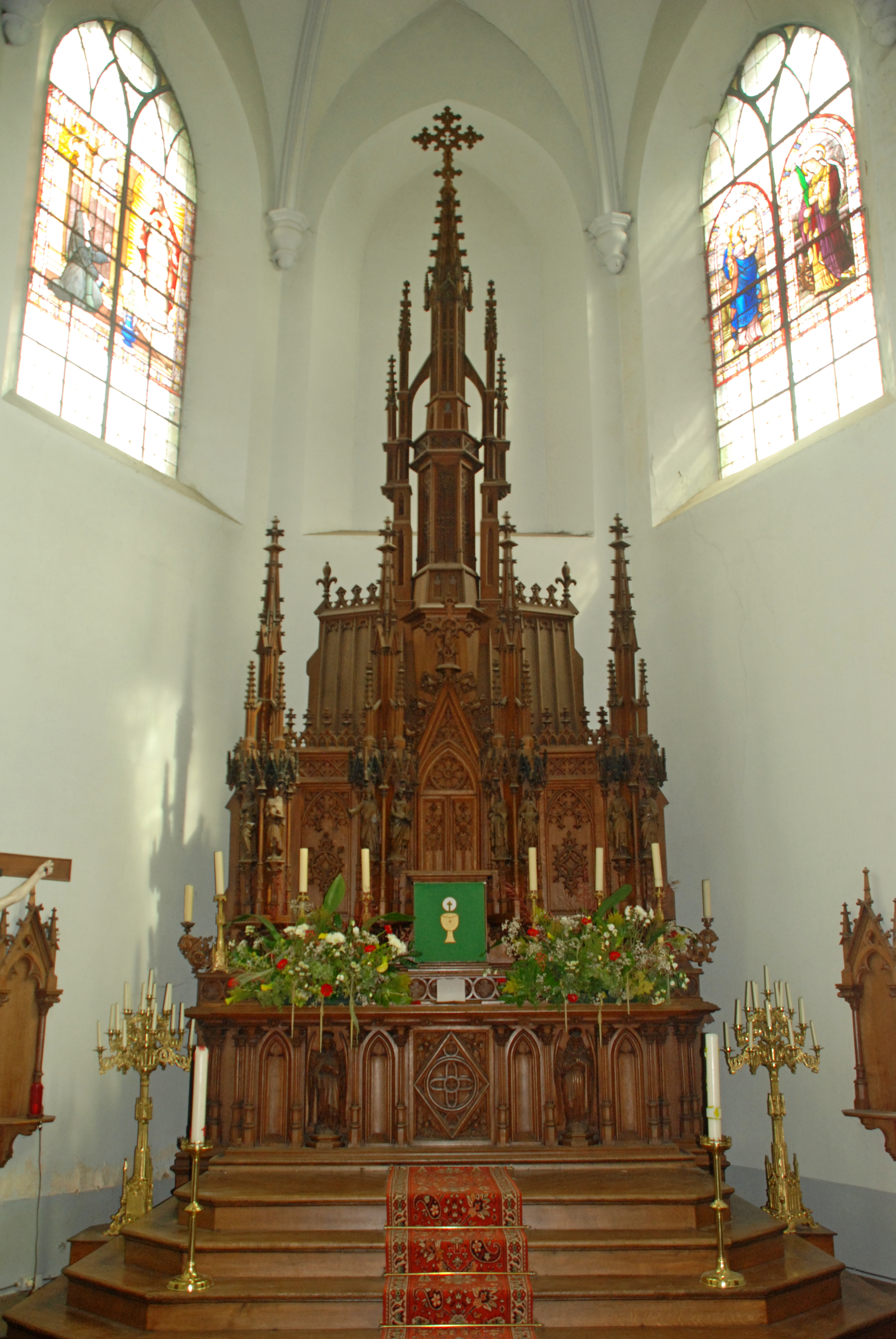
Le maître-autel.

#### Autels latéraux
Les bas autels sont sous l'invocation de la Sainte Vierge et de sainte Catherine, patronne secondaire. Sainte Catherine, patronne secondaire de l'église, est invoquée dans la localité depuis des temps immémoriaux : les deux chapelles primitives de Céroux, au hameau du Puits et sur la place, lui étaient consacrées. Céroux devint avec Bonlez le siège d'un pèlerinage où la sainte était invoquée pour la guérison des maladies de la peau.
Les pans de mur devant lesquels les autels sont disposés sont les seuls à être peints dans une couleur autre que blanche : orange pour l'autel de la Sainte Vierge et vert clair pour l'autel de sainte Catherine.
Traités avec plus de sobriété que le maître-autel, les deux autels latéraux s'inscrivent néanmoins dans la même veine stylistique néogothique que le maître-autel, les pinacles, les gables, les fenêtres à remplage, les fleurons, les trilobes et les quadrilobes participant à l'idée d'un édifice gothique.
Chacun de ces autels, réalisé en chêne, est composé verticalement de cinq registres :
- une table d'autel dont l'antependium (devant d'autel) est orné d'un monogramme ;
- une prédelle compartimentée ;
- un retable orné d'une statue  en chêne (la Vierge à l'Enfant d'un côté et sainte Catherine de l'autre) encadrée de deux colonnes ;
- un dais en forme de gable orné de fleurons et flanqué de pinacles ;
- la croix.

Le panneau de l'autel de la Vierge est orné du monogramme de la Vierge, un M et un R pour Maria Regina ou Marie Reine, tandis que celui de sainte Catherine porte les initiales S et C (pour sainte Catherine) entrelacées dans un quadrilobe.
Au pied de la statue de sainte Catherine (à laquelle l'Institut royal du patrimoine artistique donne une datation entre 1801 et 1850) figure l'attribut du supplice auquel l'empereur romain Maximin la condamnât : la roue.

Autels latéraux
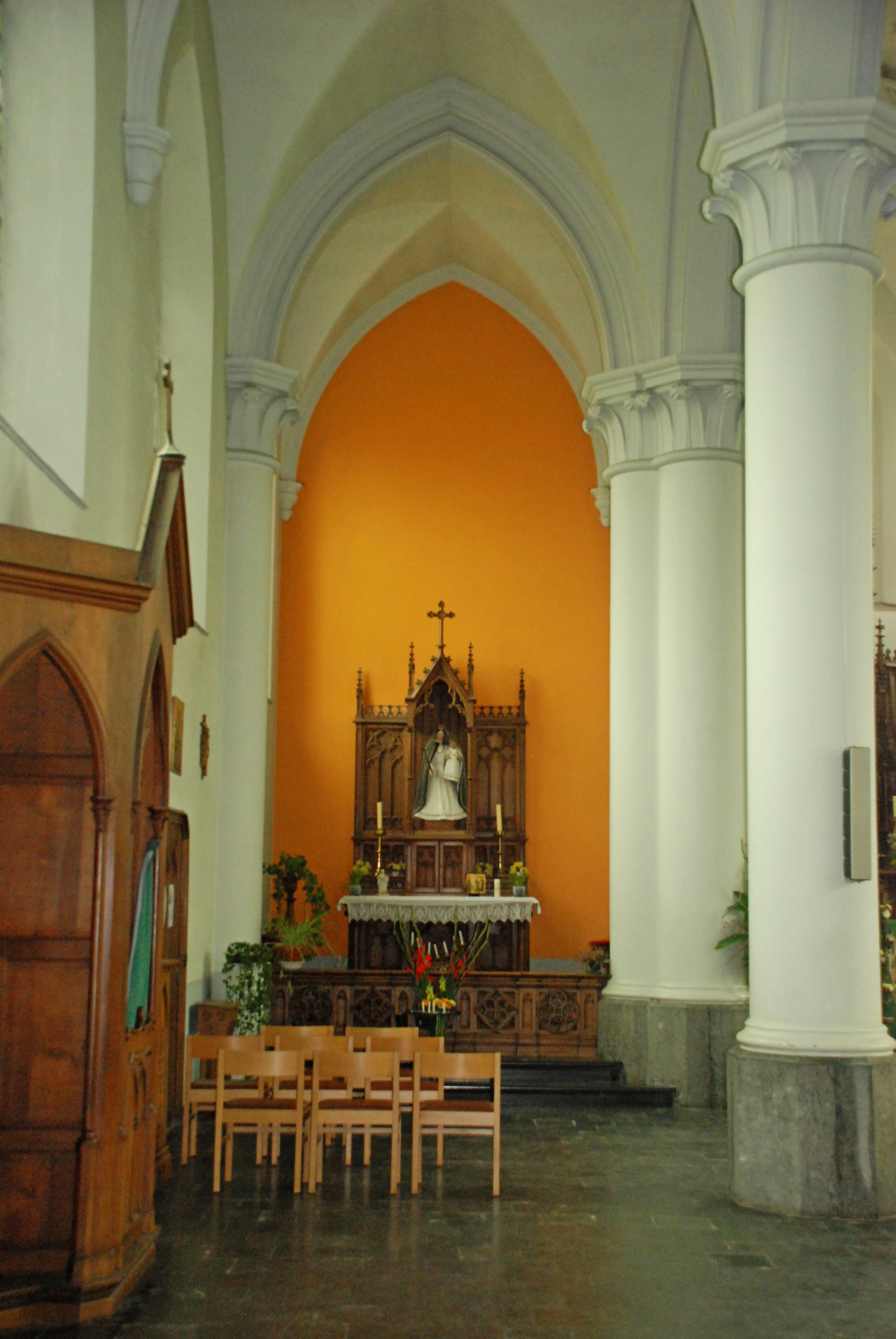
Collatéral gauche.
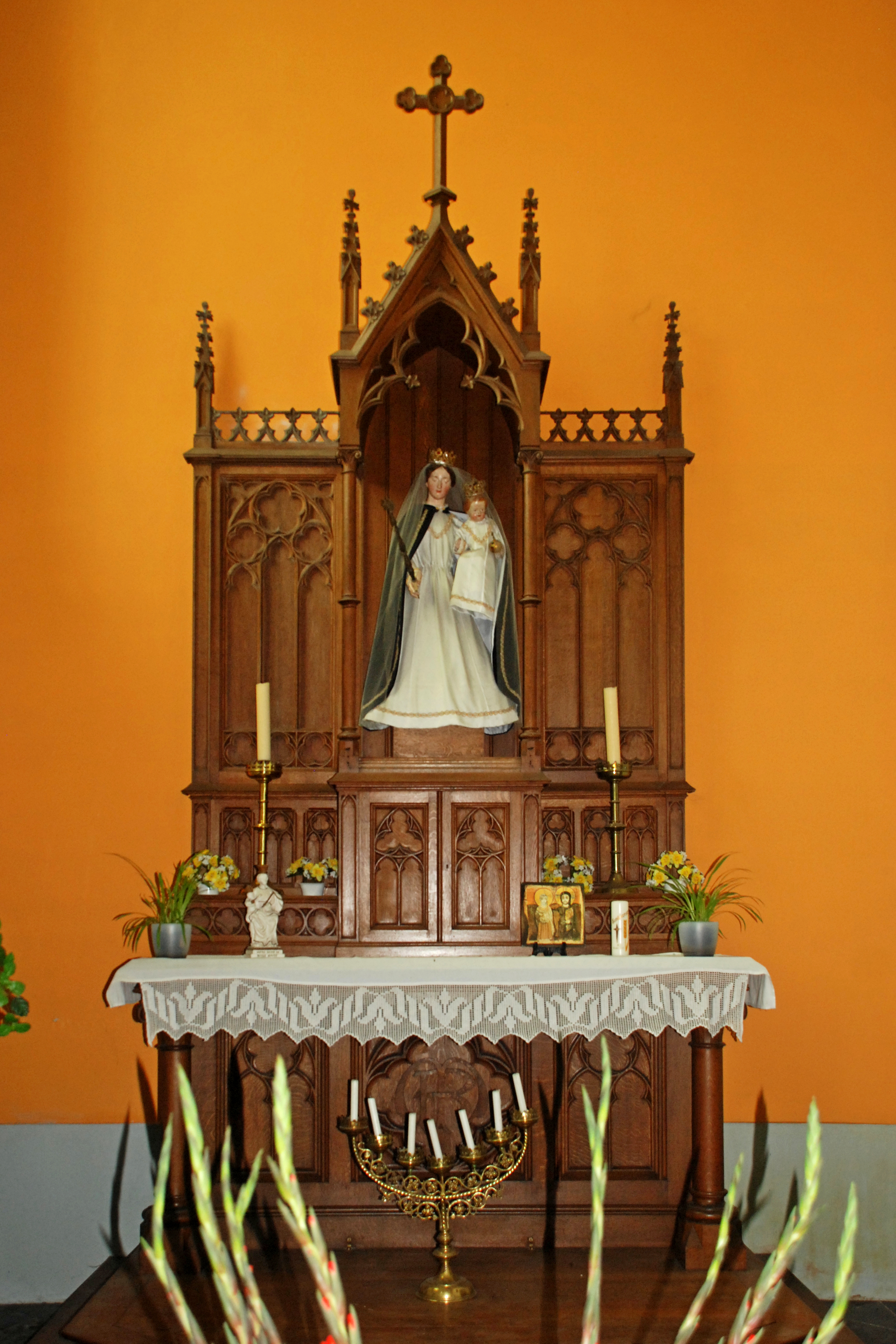
Autel de la Sainte Vierge.
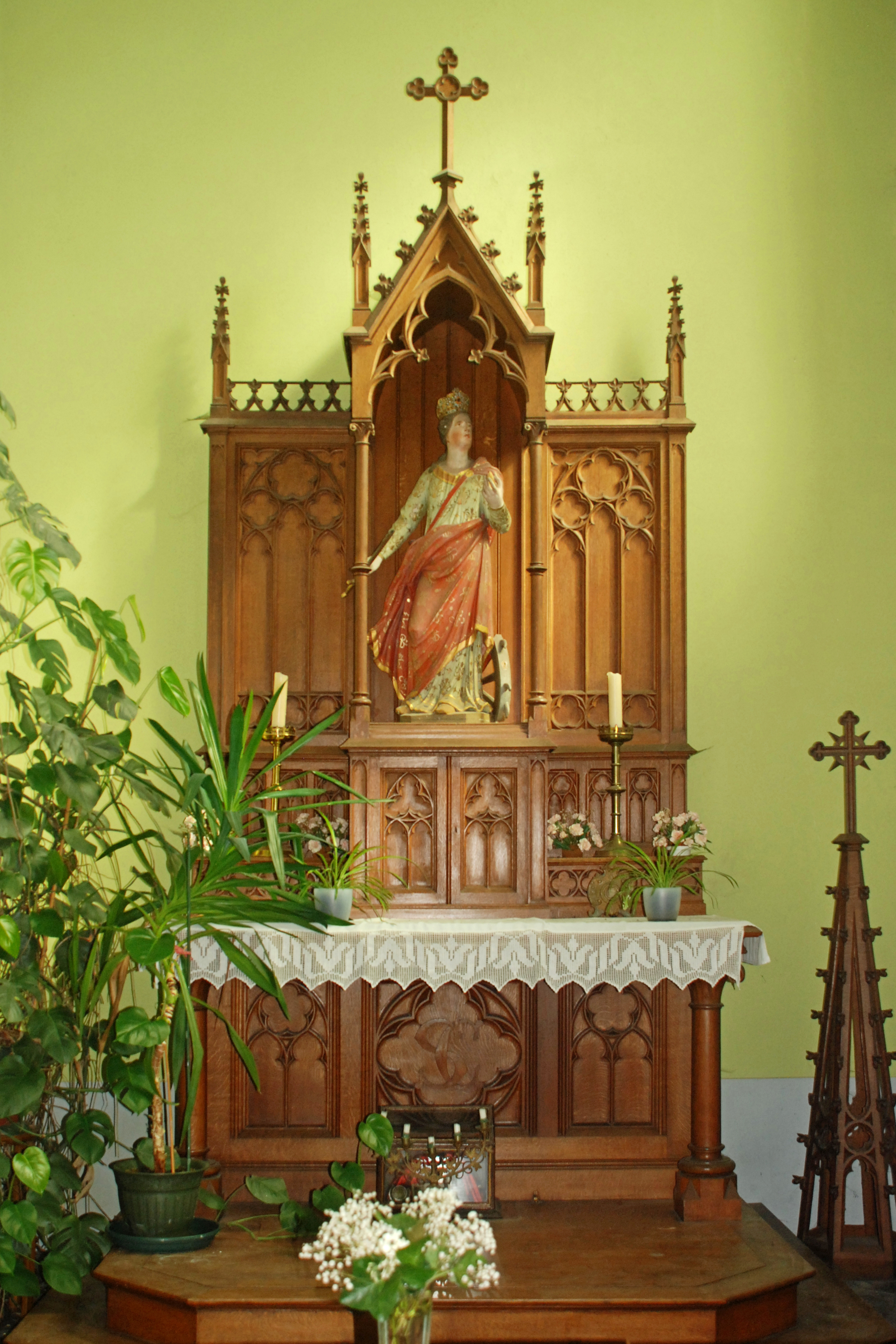
Autel de sainte Catherine.
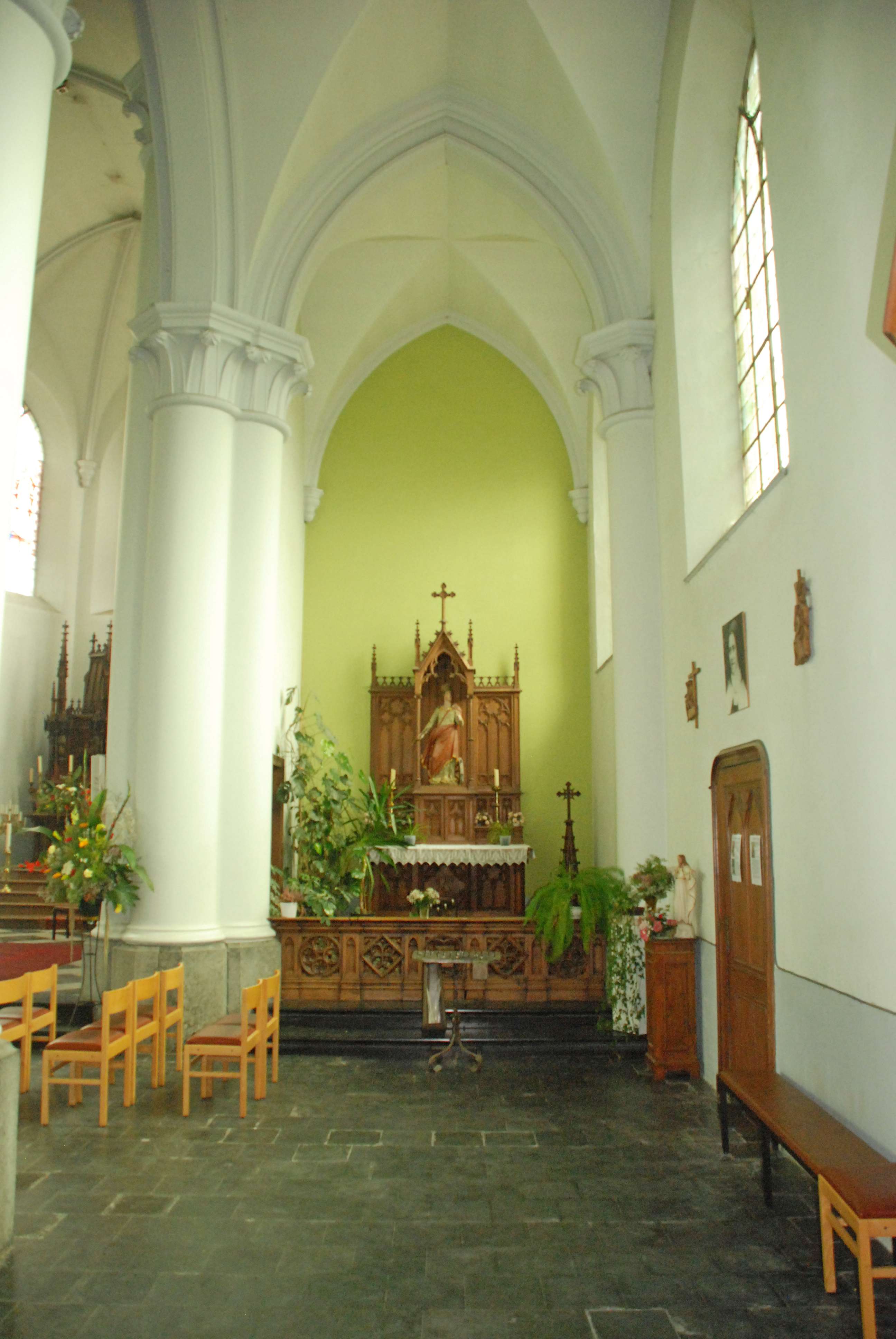
Collatéral  droit.

#### Balustrade de chœur (1855)
Le 20 juin 1855, Émile Coulon (1825-1891), devenu architecte provincial un an plus tôt au lieu d'Antoine Moreau (1791-1872), demande que soient réalisés 11 m de balustrade en bois de chêne pour fermer le sanctuaire. Il est plus que probable que cet élément soit sorti des ateliers des frères Goyers de Louvain.
Cette balustrade présente une alternance de panneaux à fenêtre aveugle surmontée d'un arc ogival et d'éléments ajourés de motifs divers, et contient deux panneaux figuratifs : l'un représente un pélican nourrissant ses petits, symbole de Jésus qui donne la vie, et l'autre représente l'agneau pascal sacrifié à la Pâque juive avant la sortie d'Égypte représentant Jésus « agneau qui enlève le péché du monde ».
À la suite du Concile Vatican II, afin d'ouvrir le sanctuaire et de libérer la vue vers l'officiant désormais tourné vers l'assistance, la balustrade, qui servait de banc de communion, fut démontée et conservée en deux parties séparées situées de part et d'autre du chœur. Le panneau avec le pélican est à présent placé à gauche dans le chœur, tandis que le panneau avec l'agneau pascal est placé à droite.

Balustrade de chœur
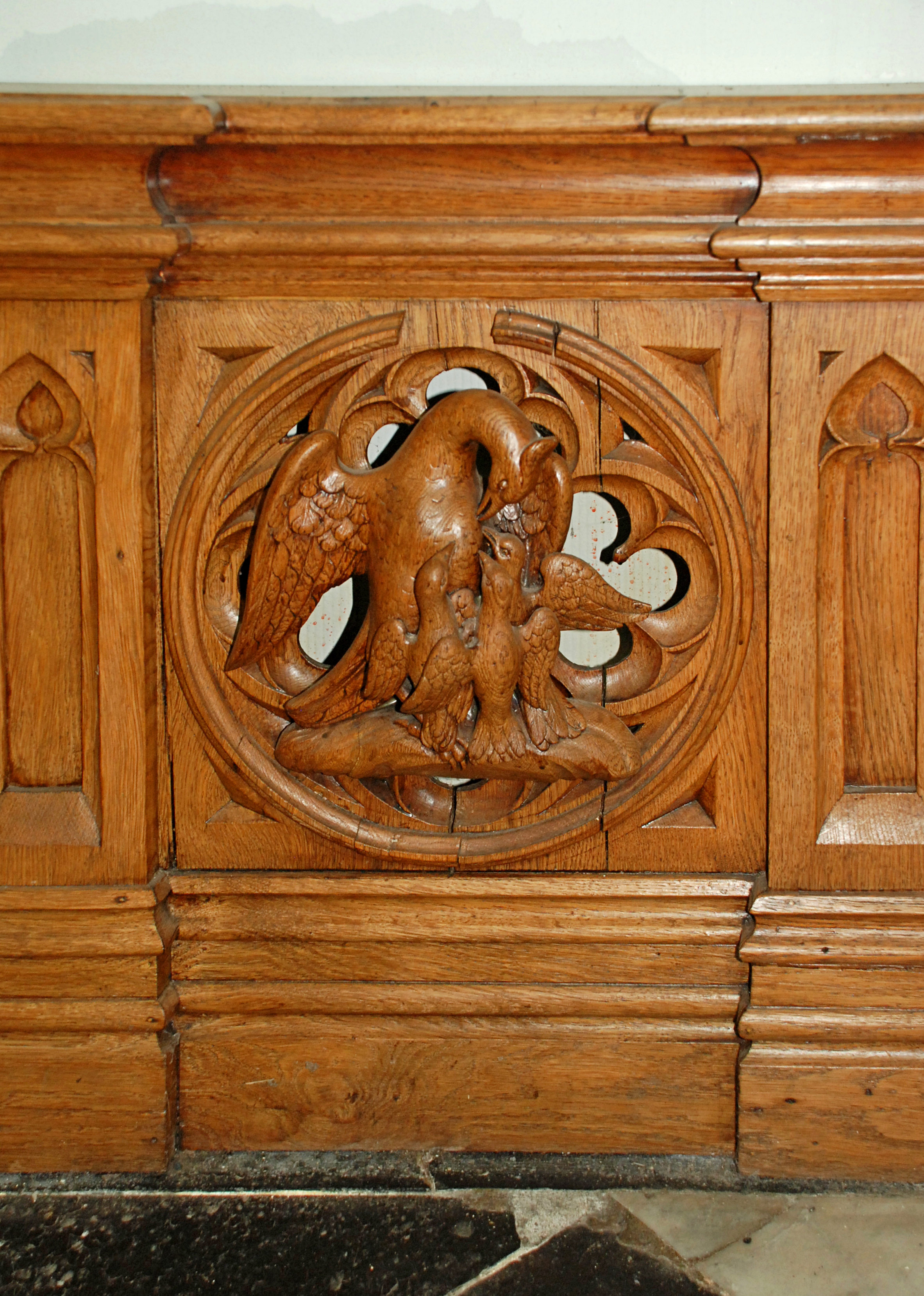
Pélican nourrissant ses petits (symbole de Jésus qui donne la vie).
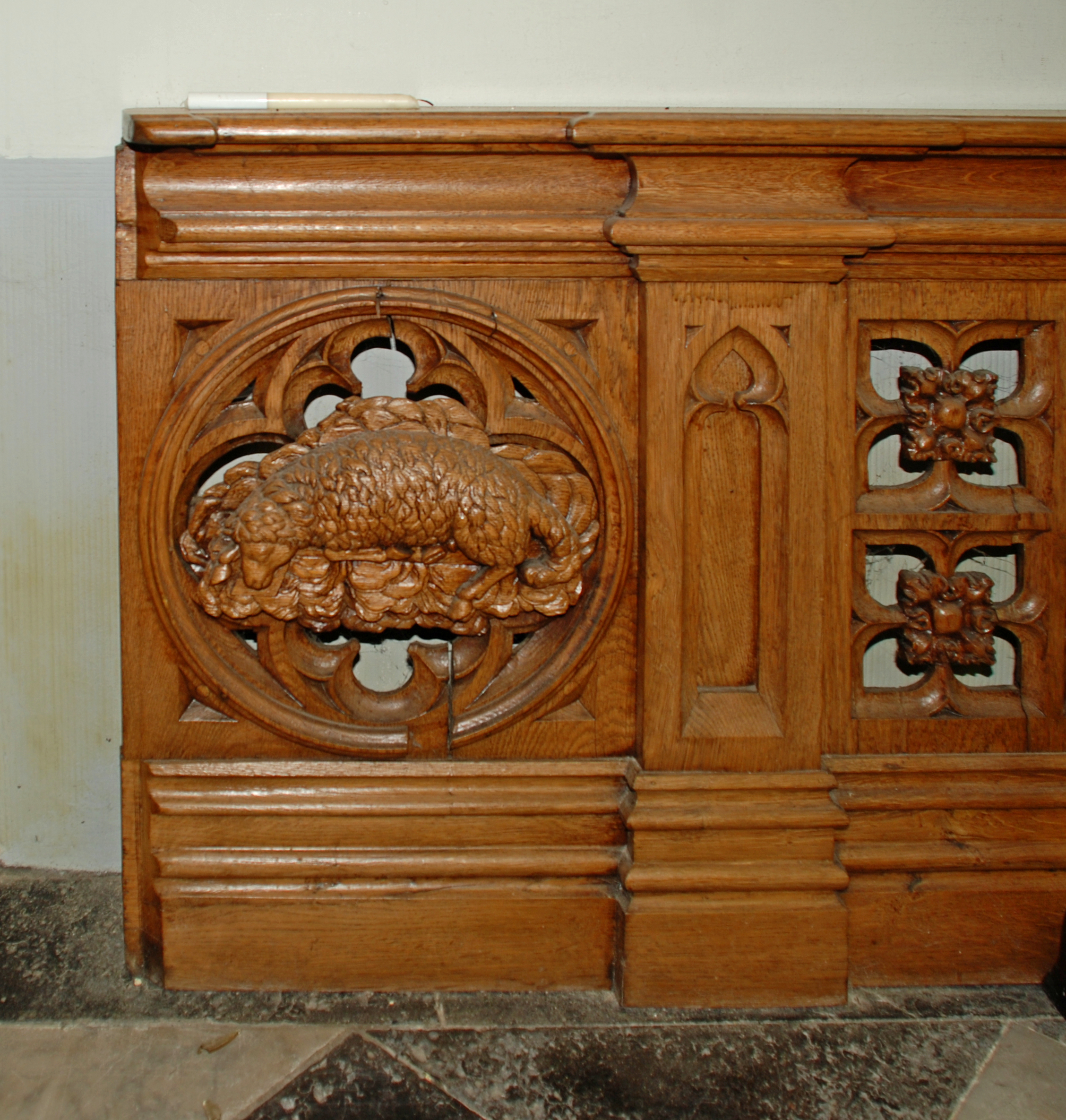
Agneau pascal.

#### Chaire de vérité

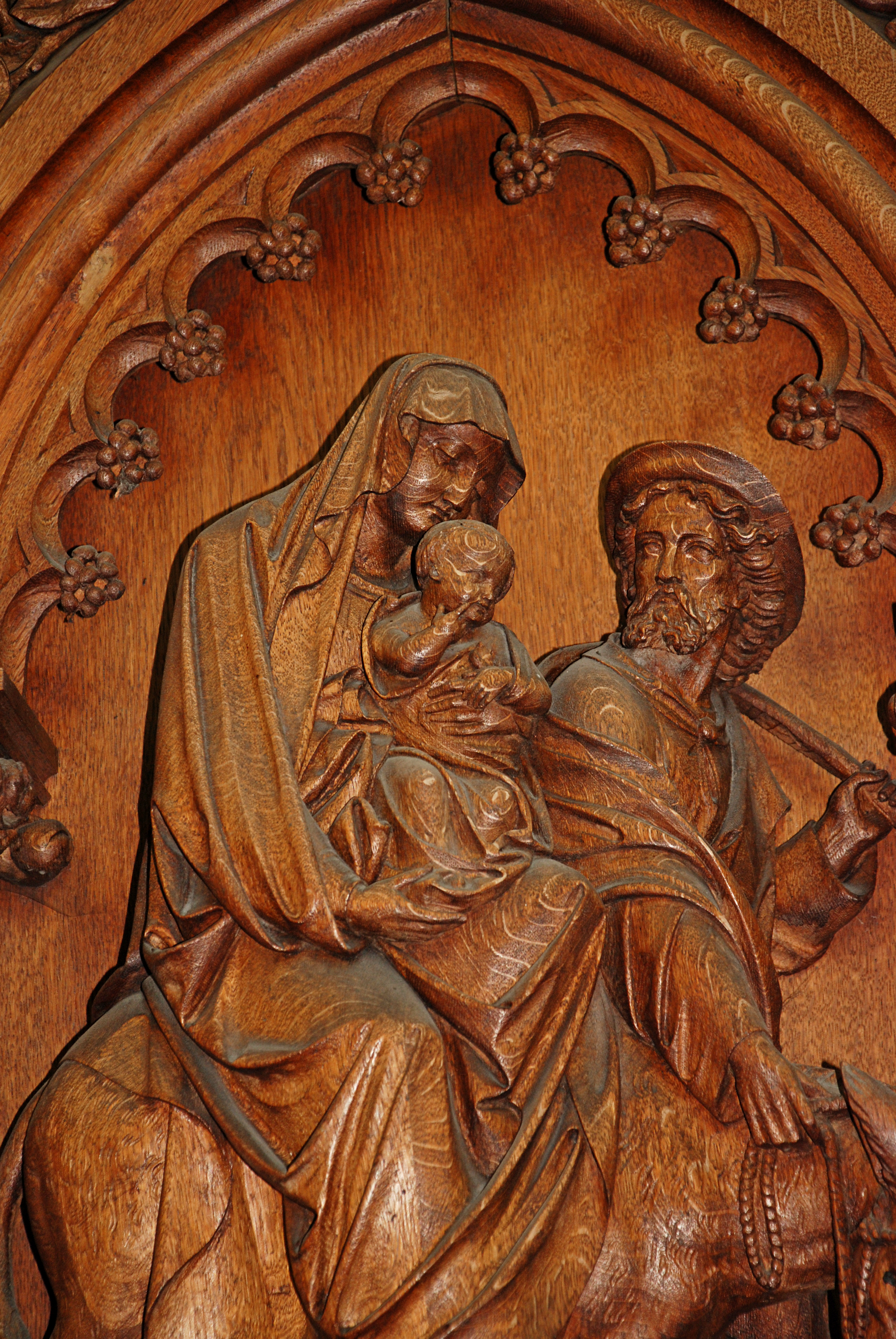
Détail de la Fuite en Égypte.

Au milieu de la nef, du côté droit, se dresse une chaire de vérité en bois de chêne sculpté. Sa cuve, à laquelle un escalier tournant donne accès, est surmontée d'un abat-voix orné de la représentation du Saint-Esprit entouré de rayons de lumière, cantonné de lambrequins et surmonté de gables et de pinacles. Cette cuve de forme polygonale est décorée de panneaux sculptés figurant le Mariage de la Vierge, l'Annonciation, la Visitation et la Fuite en Égypte. Chacune des scènes est représentée sous un arc polylobé brisé (arc ogival polylobé) reposant sur deux colonnettes.

Chaire de vérité
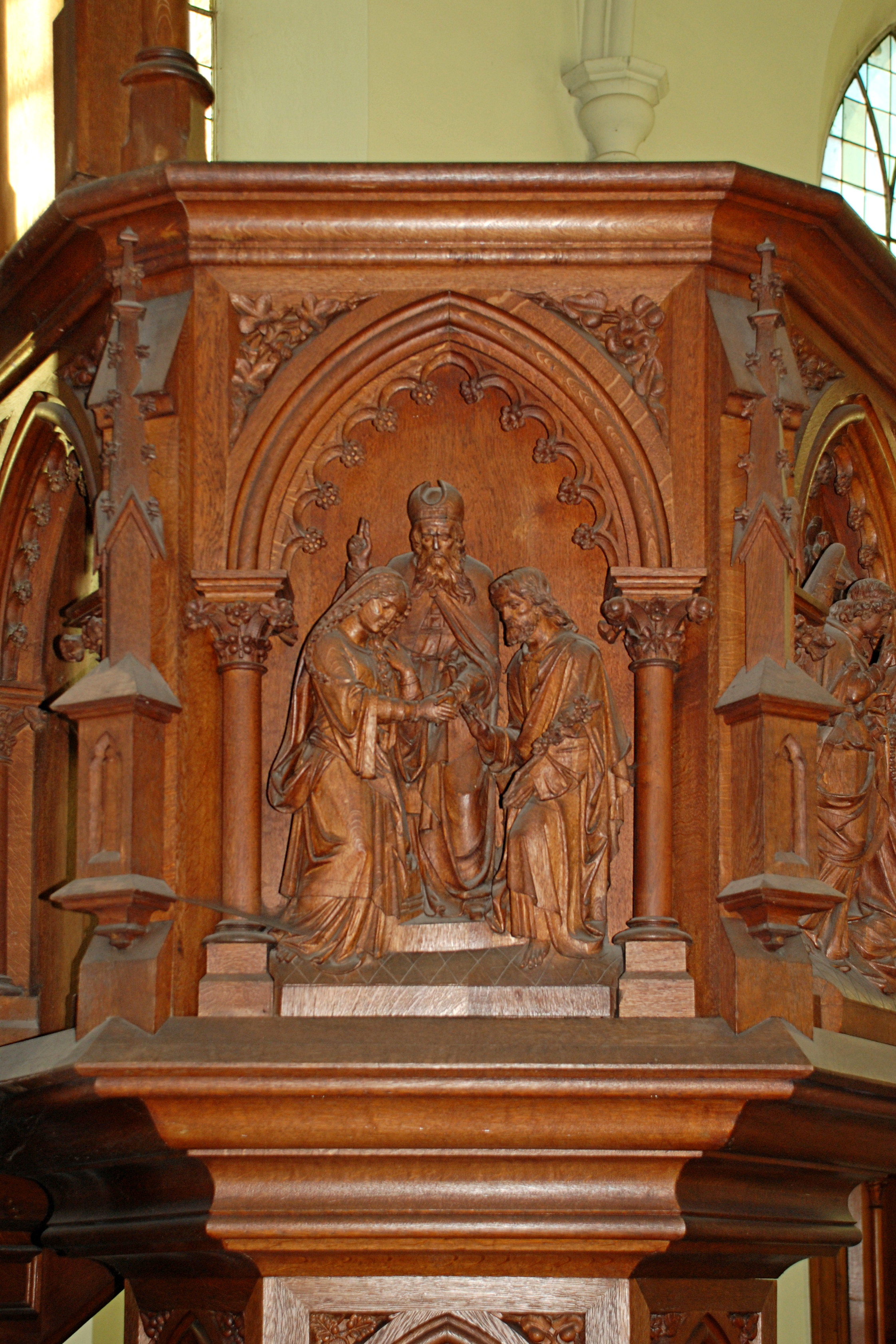
Mariage de la Vierge.
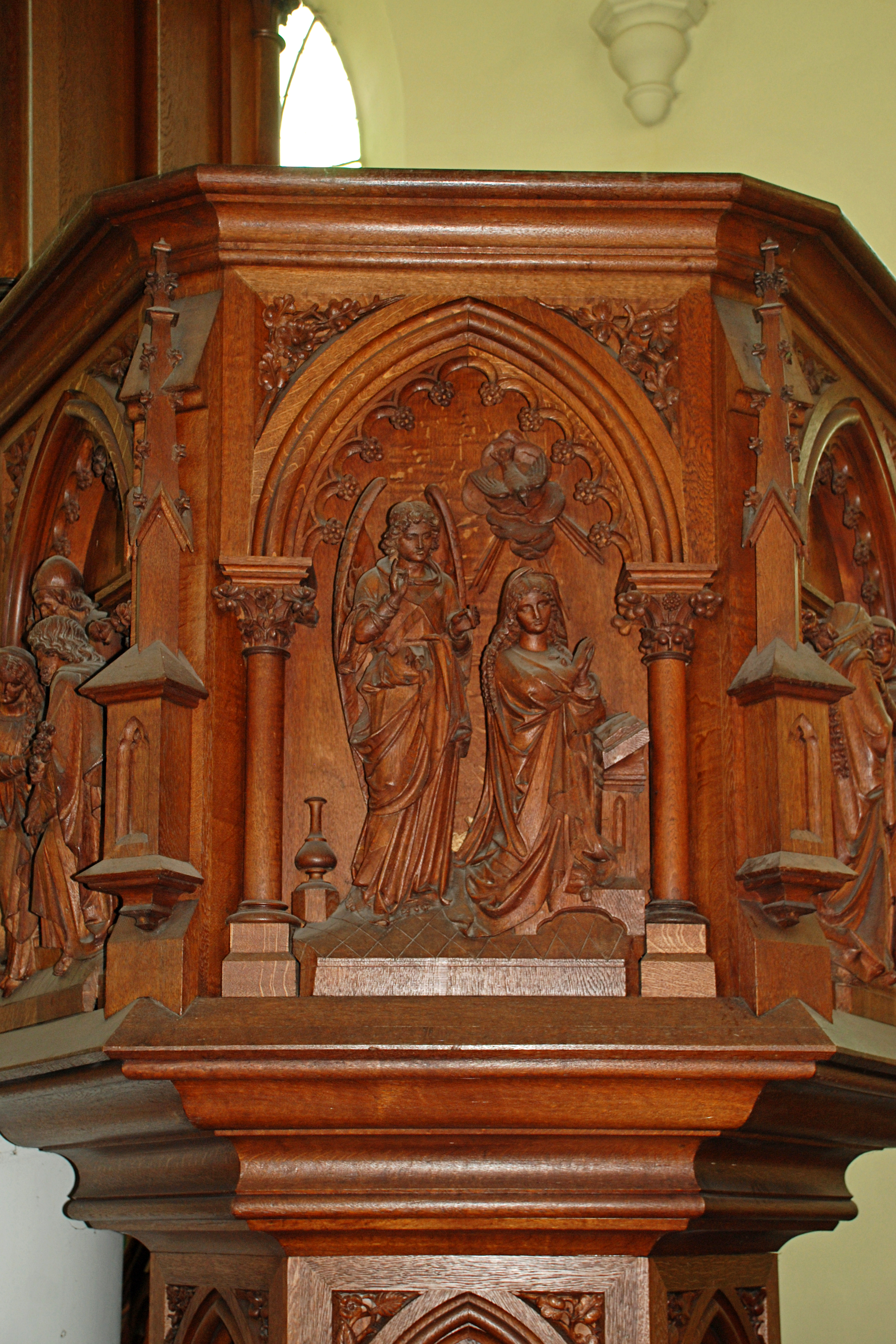
Annonciation.
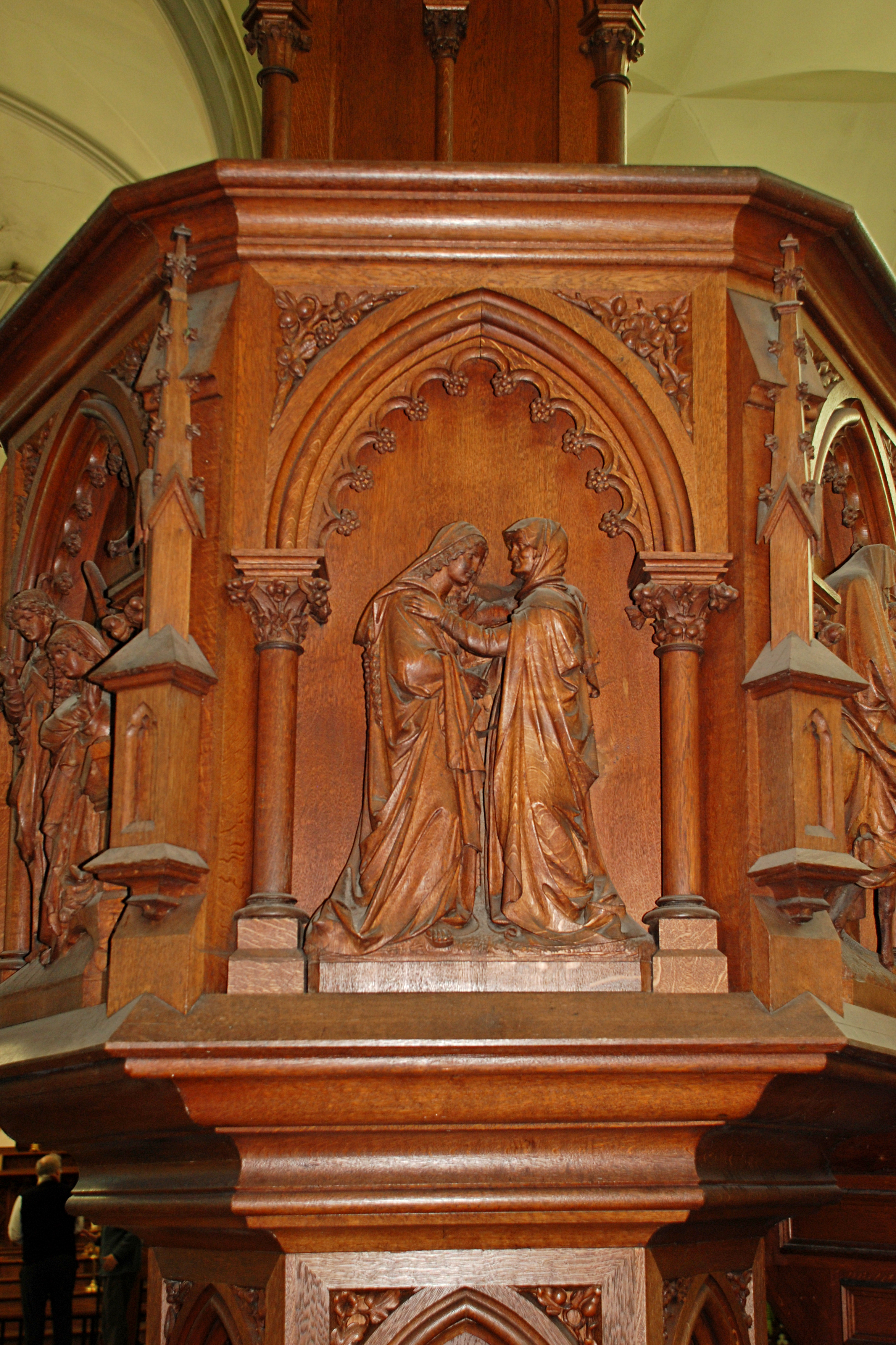
Visitation.
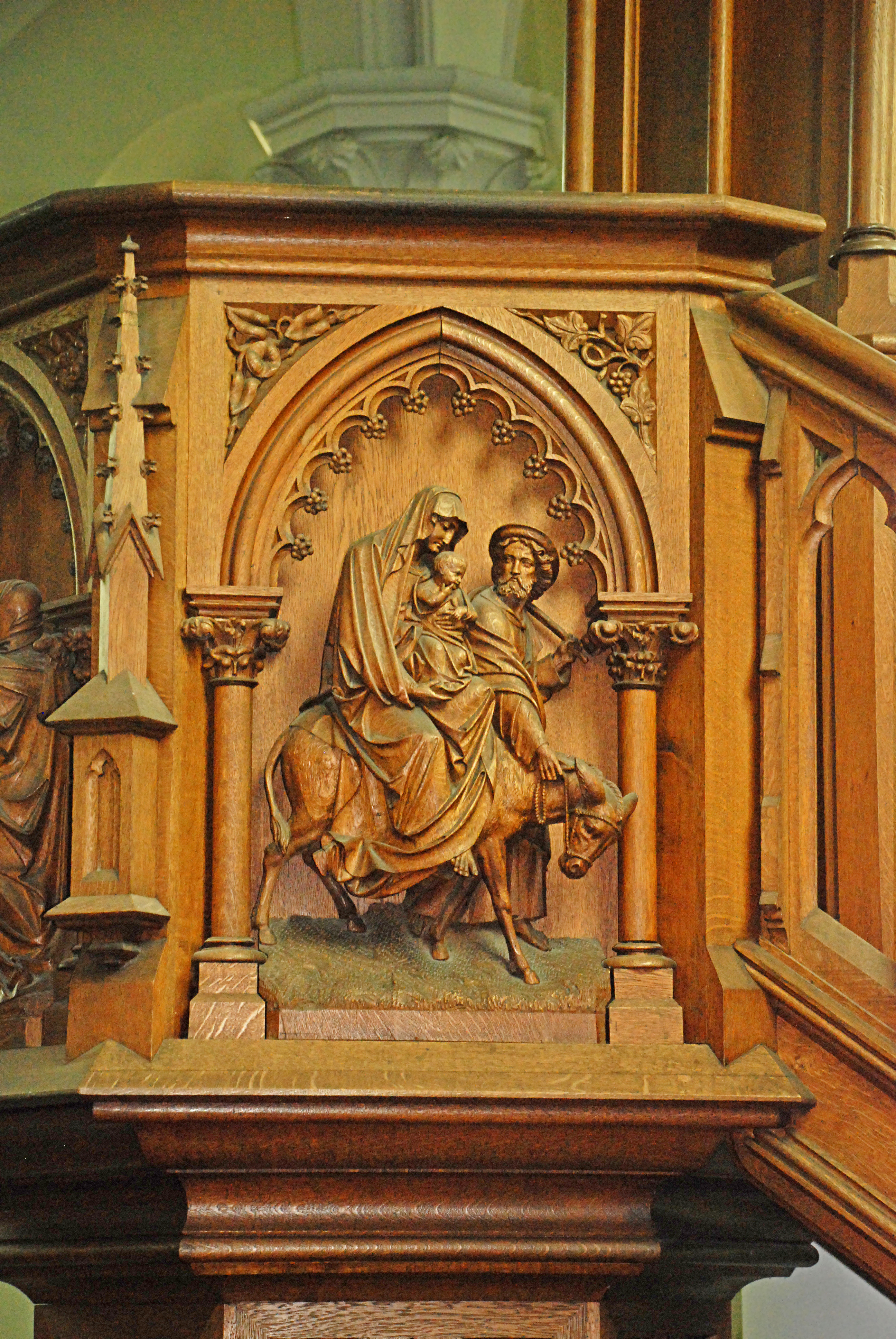
Fuite en Égypte.

#### Vitraux des nefs latérales

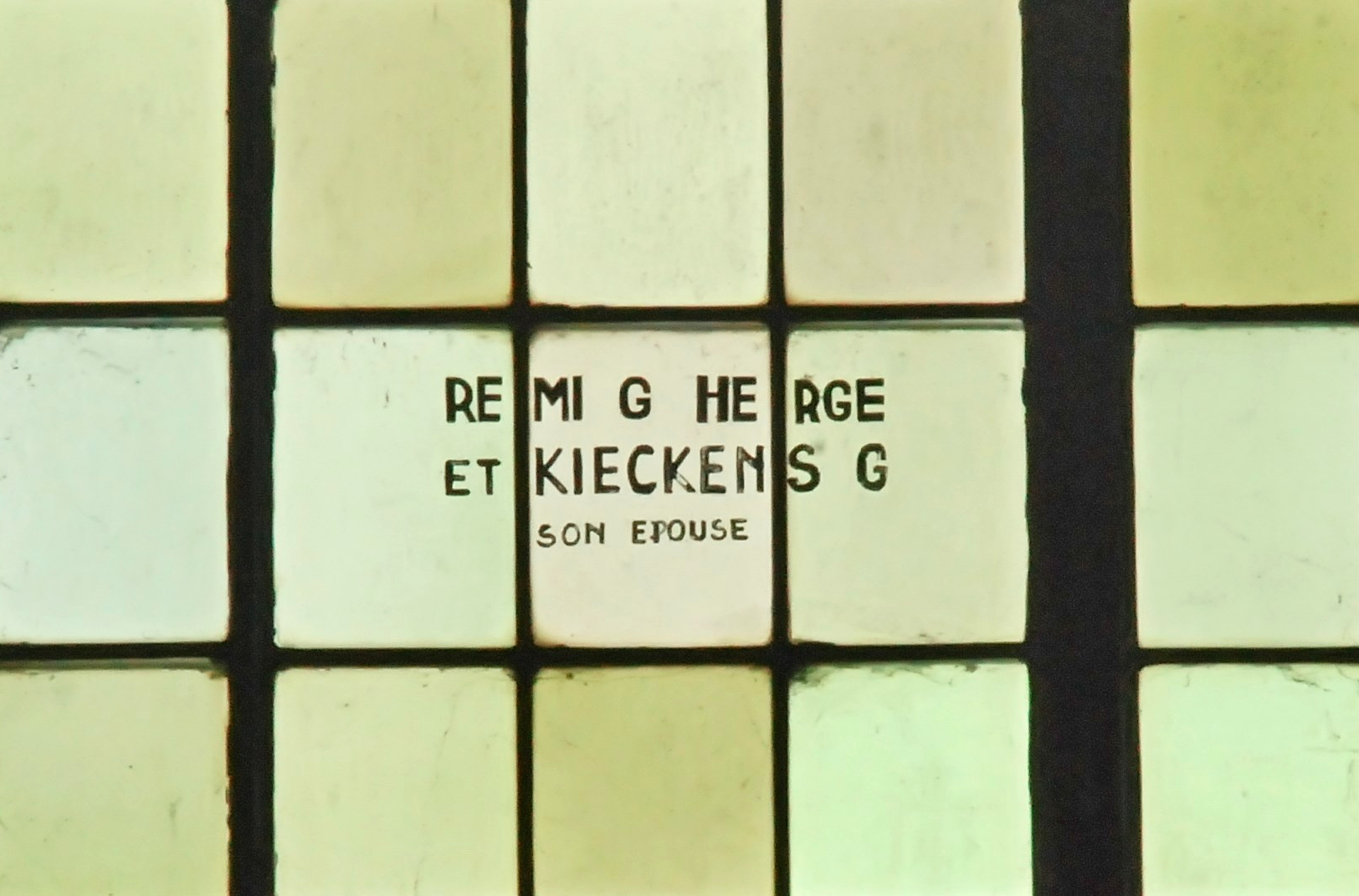
Vitrail offert par Hergé
et son épouse Germaine Kieckens.

La restauration des vitraux des fenêtres des nefs latérales a été réalisée dans les années 1960 au moyen de « verre antique » dit « chute de Versailles ».
Un des vitraux a été restauré en 1972 grâce à la générosité de l'auteur de bande dessinée Hergé (le père de Tintin) et de son épouse Germaine Kieckens qui s'étaient installés au lendemain de la Seconde Guerre mondiale au hameau de  Ferrières,,, qui est une des trois sections de la paroisse.
Cinq des fenêtres portent les noms des donateurs : 
- dans le collatéral de droite : les époux Corbier Zimmermann, les trois sections de la paroisse « Céroux, Limauges et Ferrières » ;
- dans le collatéral de gauche : « Rémi G. Hergé et Kieckens G. son épouse », le curé Jandrain et sa famille, la communauté paroissiale.

#### Obiits (blasons mortuaires)

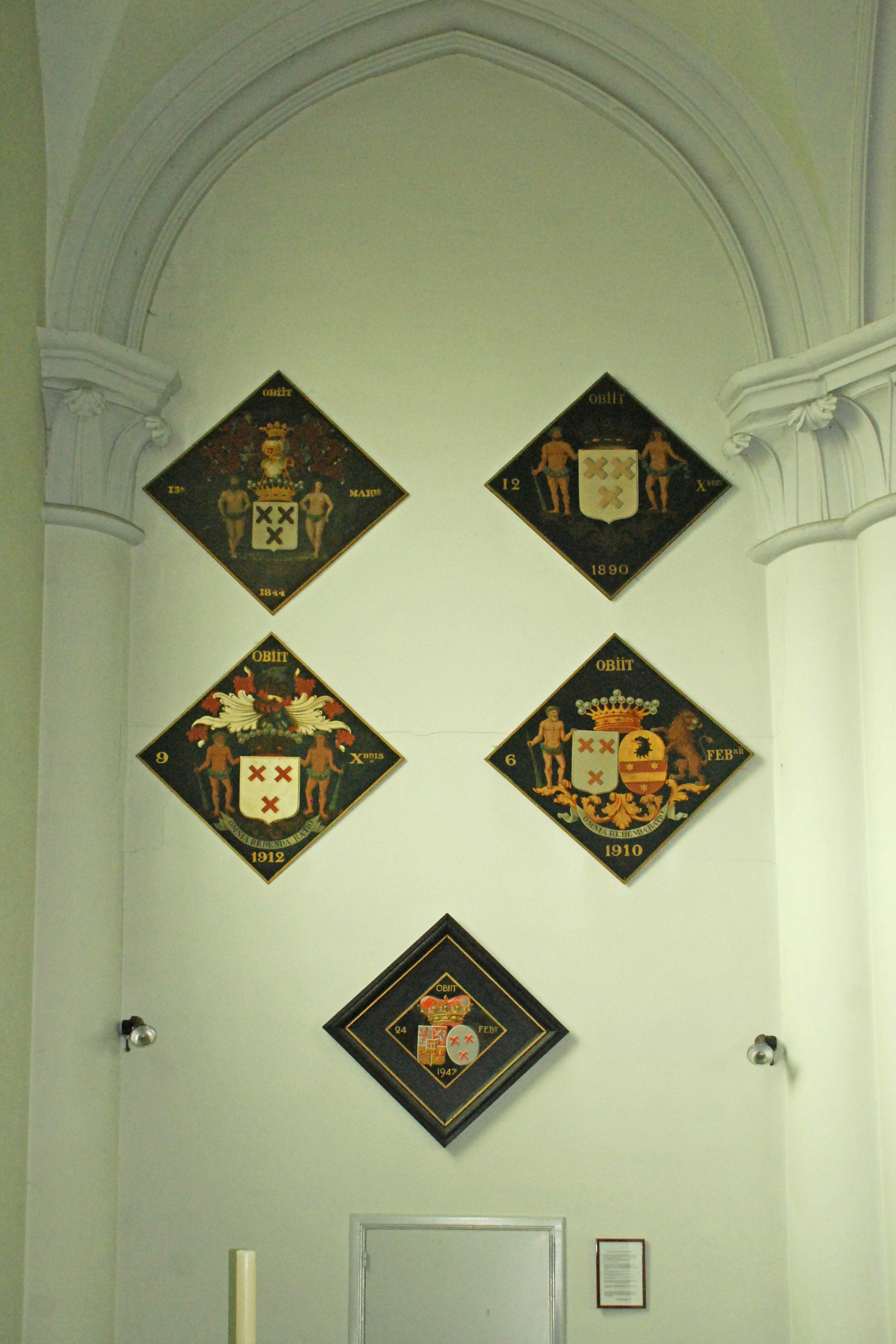
Obiits du fond du collatéral droit.

Le fond de l'église est orné de huit obiits, des blasons mortuaires avec les armoiries de défunts.
Il y en a cinq au fond du collatéral droit et trois au fond du collatéral gauche, liés à la famille des comtes van der Dilft de Borghvliet et aux familles apparentées :
- l'obiit qui porte la date du 14 octobre 1831 est celui de Jean-Marie Joseph van der Dilft qui acheta en 1771 les seigneuries de Maransart et de Leeuw-Saint-Pierre à Vital Coloma, baron de Moriensart[17] ;

- celui qui porte la date du 23 mars 1823 est celui de son épouse, Marie-Alexandrine d'Overschie de Neerijse[17] ;

- celui qui porte la date du 9 octobre 1912 est celui d'Antoine, comte van der Dilft, petit-fils de Jean-Marie van der Dilft[17] ;

- celui qui porte la date du 6 février 1910 est celui de son épouse, Marie-Julie baronne Gericke d'Herwijnen[17] ;

- celui qui porte la date du 24 février 1947 est celui de la fille du comte Antoine, Antoinette, comtesse van der Dilft, épouse d'Albert Guillaume Florent, comte de Limburg-Stirum et du Saint-Empire romain[17] ;

- Les trois autres obiits se rapportent également à la famille van der Dilft mais n'ont pas été identifiés[17].

Obiits
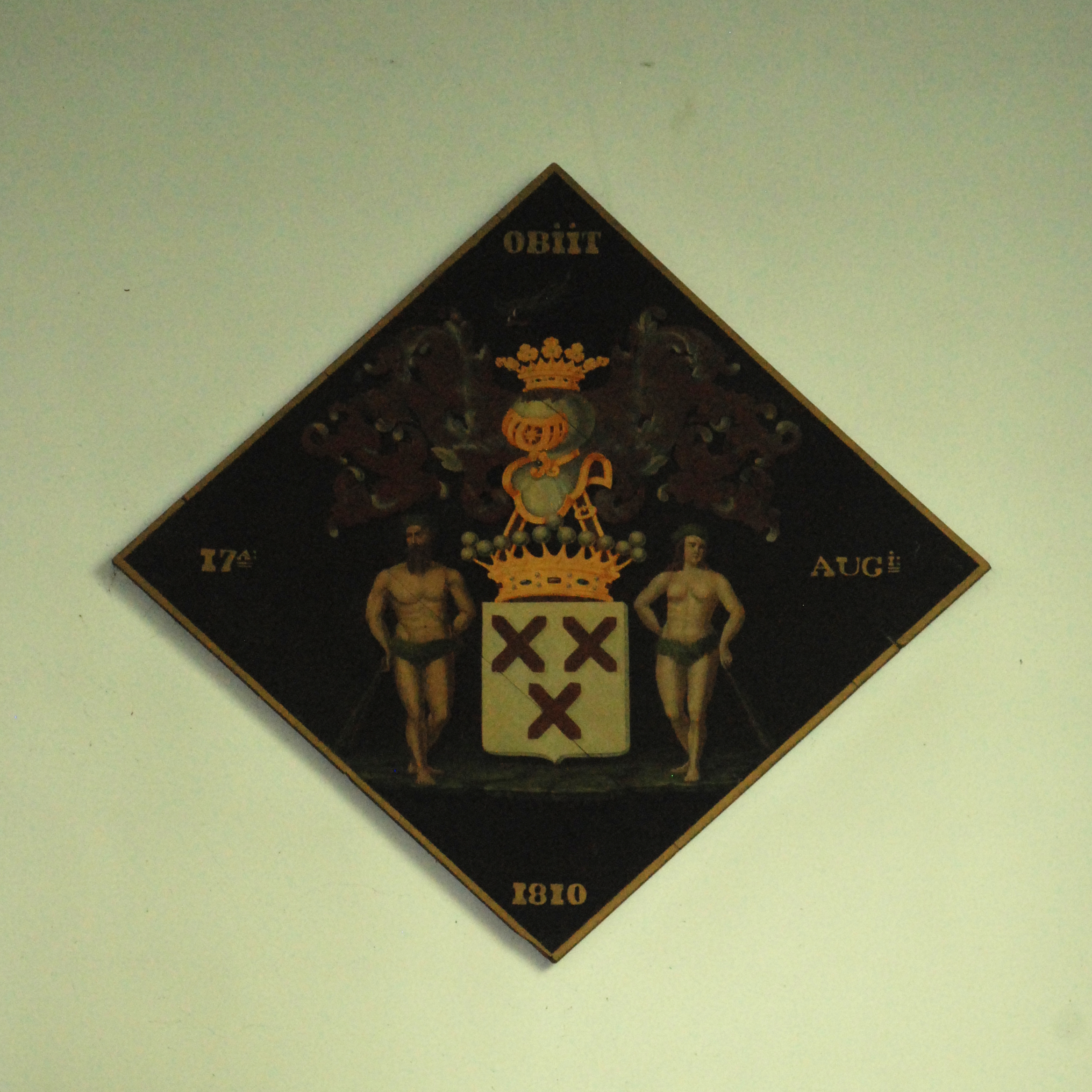
Le plus ancien obiit (1810).
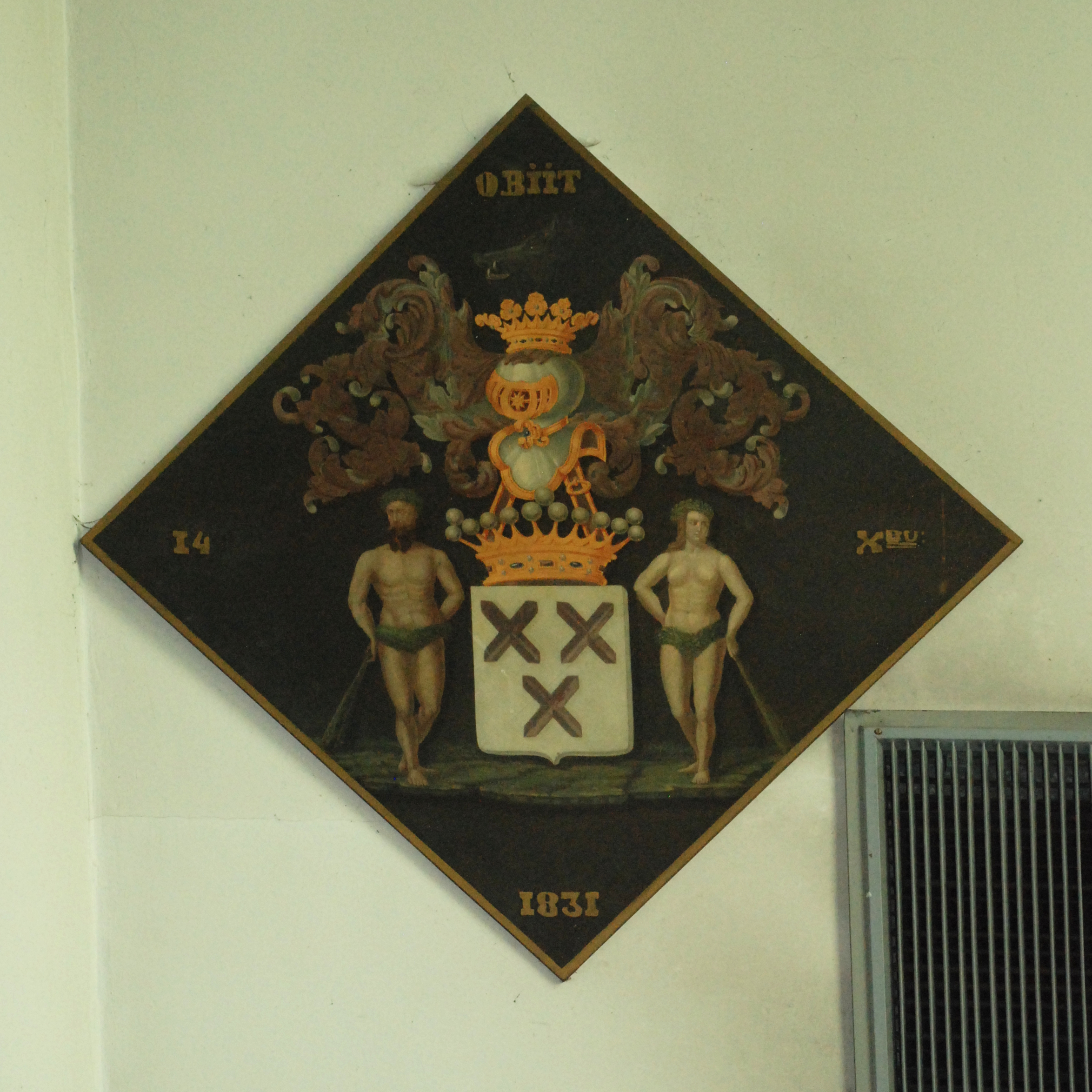
L'obiit de Jean-Marie Joseph van der Dilft (1831).
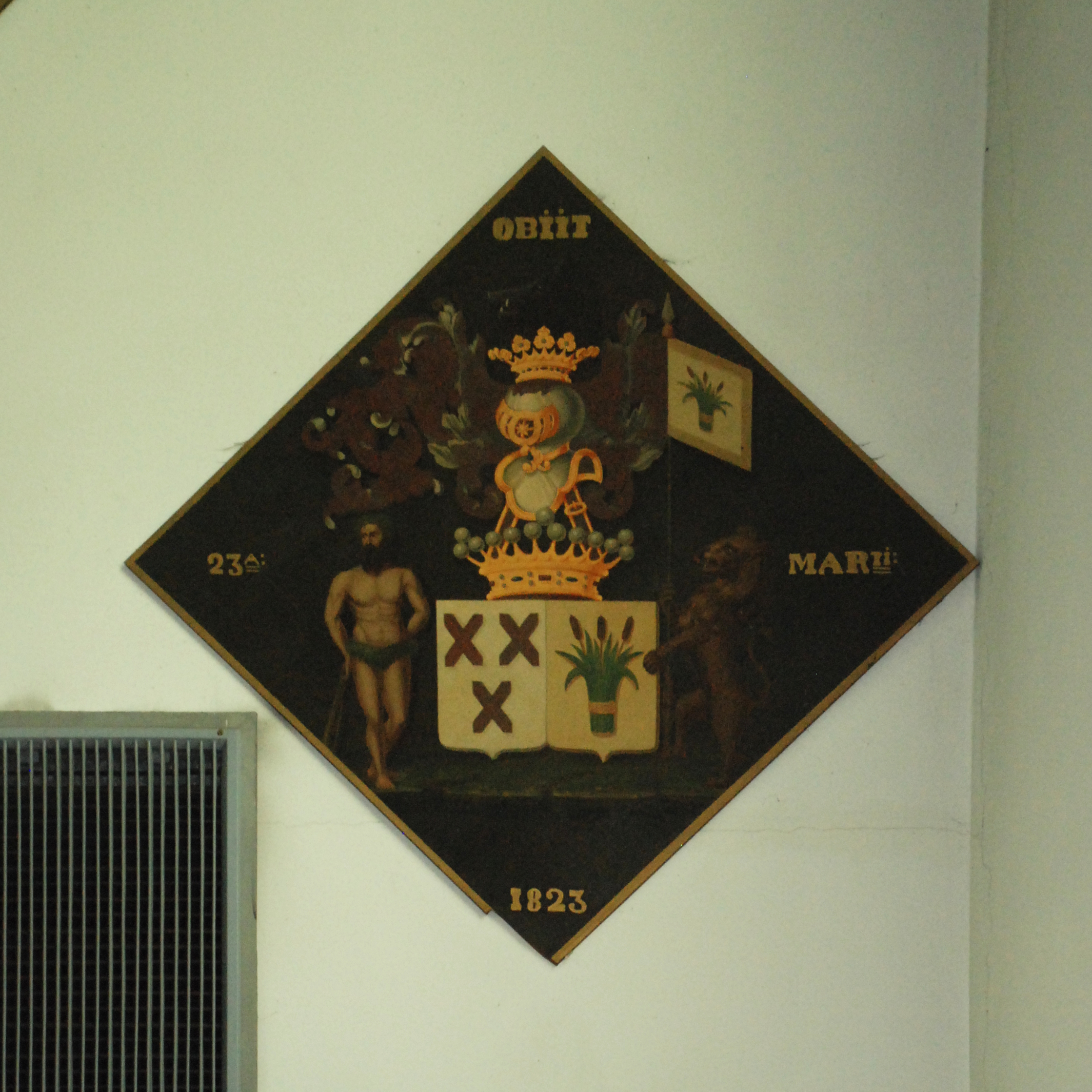
L'obiit de Marie-Alexandrine d'Overschie de Neerijse (1823).

## Cimetière paroissial

### Carré d'honneur

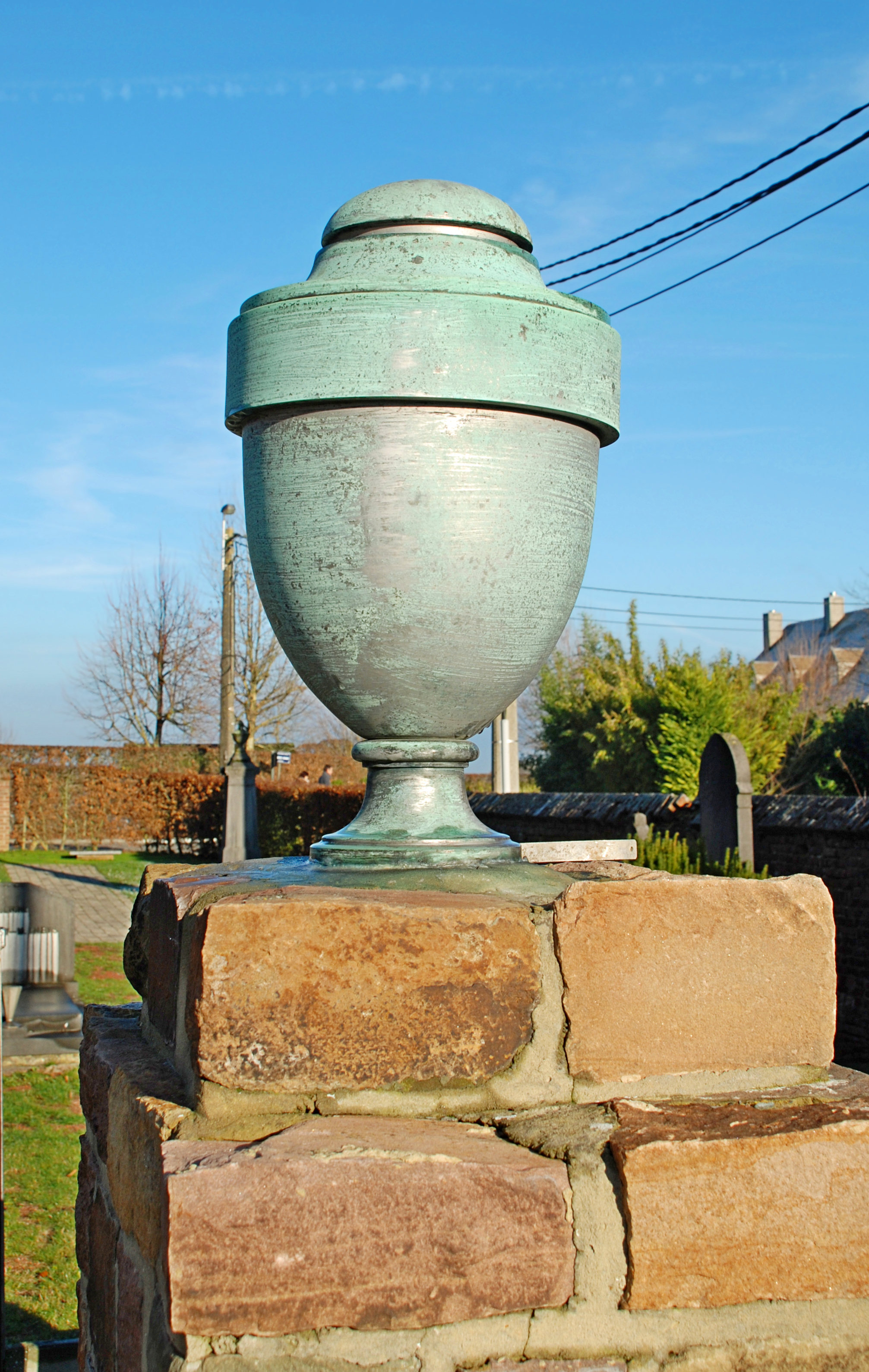
Urne funéraire.

Le cimetière paroissial, encore partiellement clôturé de murs en brique, abrite un carré d'honneur constitué d'une vingtaine de tombes de combattants et de prisonniers de la Première Guerre mondiale et de la Seconde Guerre mondiale.
Il ne s'agit pas d'un cimetière militaire mais d'un ensemble de tombes de personnes qui sont décédées pour la plupart bien après les conflits en question.
Les tombes, disposées sur deux rangées disposées face à face, sont toutes identiques et réalisées en pierre bleue.
Au centre de la rangée orientale, face au chevet, un pilier de moellons de grès surmonté d'une urne funéraire porte une dalle en pierre bleue sur laquelle est gravée la mention :

« Ici reposent
 
des soldats de la guerre

1914 - 1918 »

Carré d'honneur
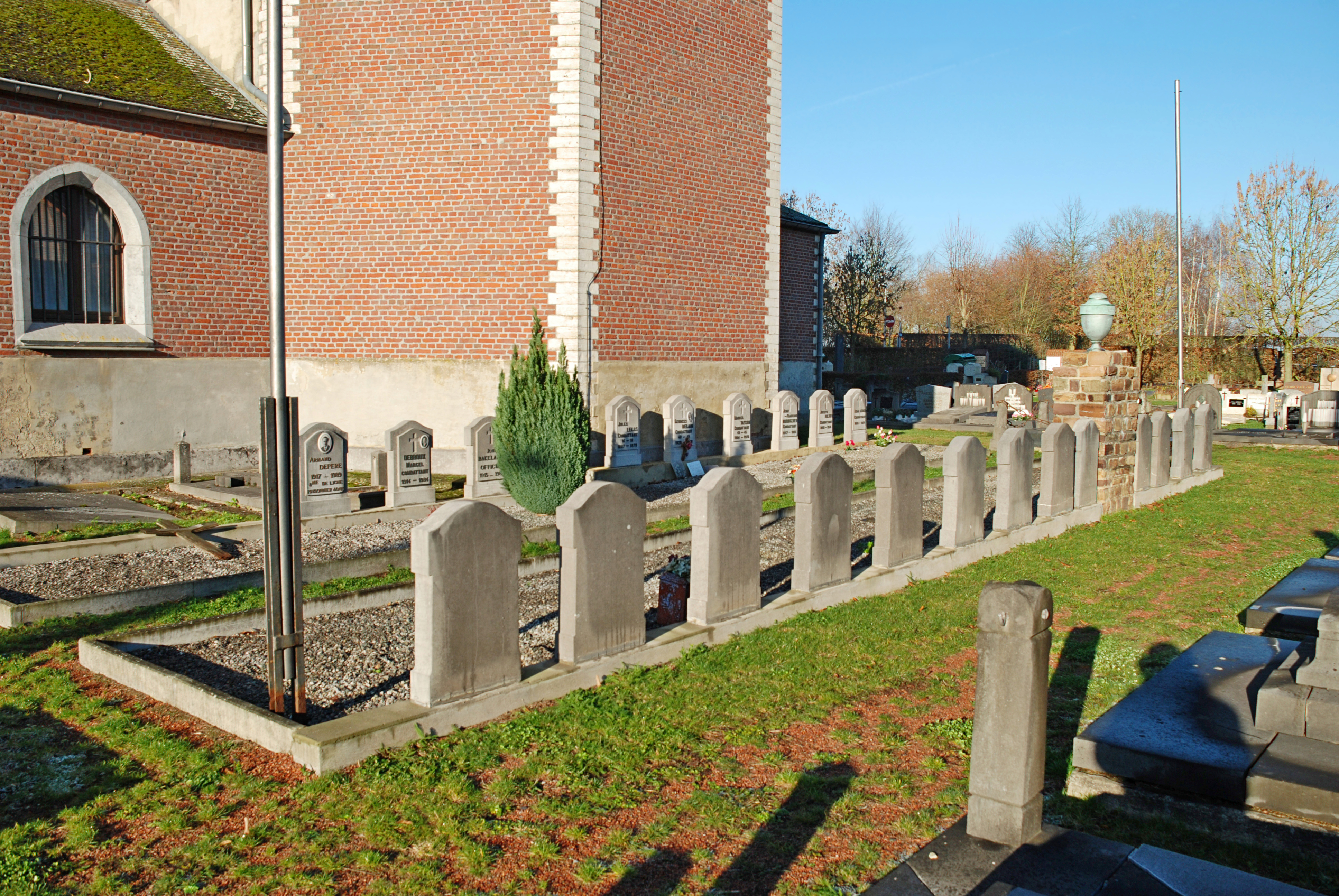
Le Carré d'honneur vu du sud-est.
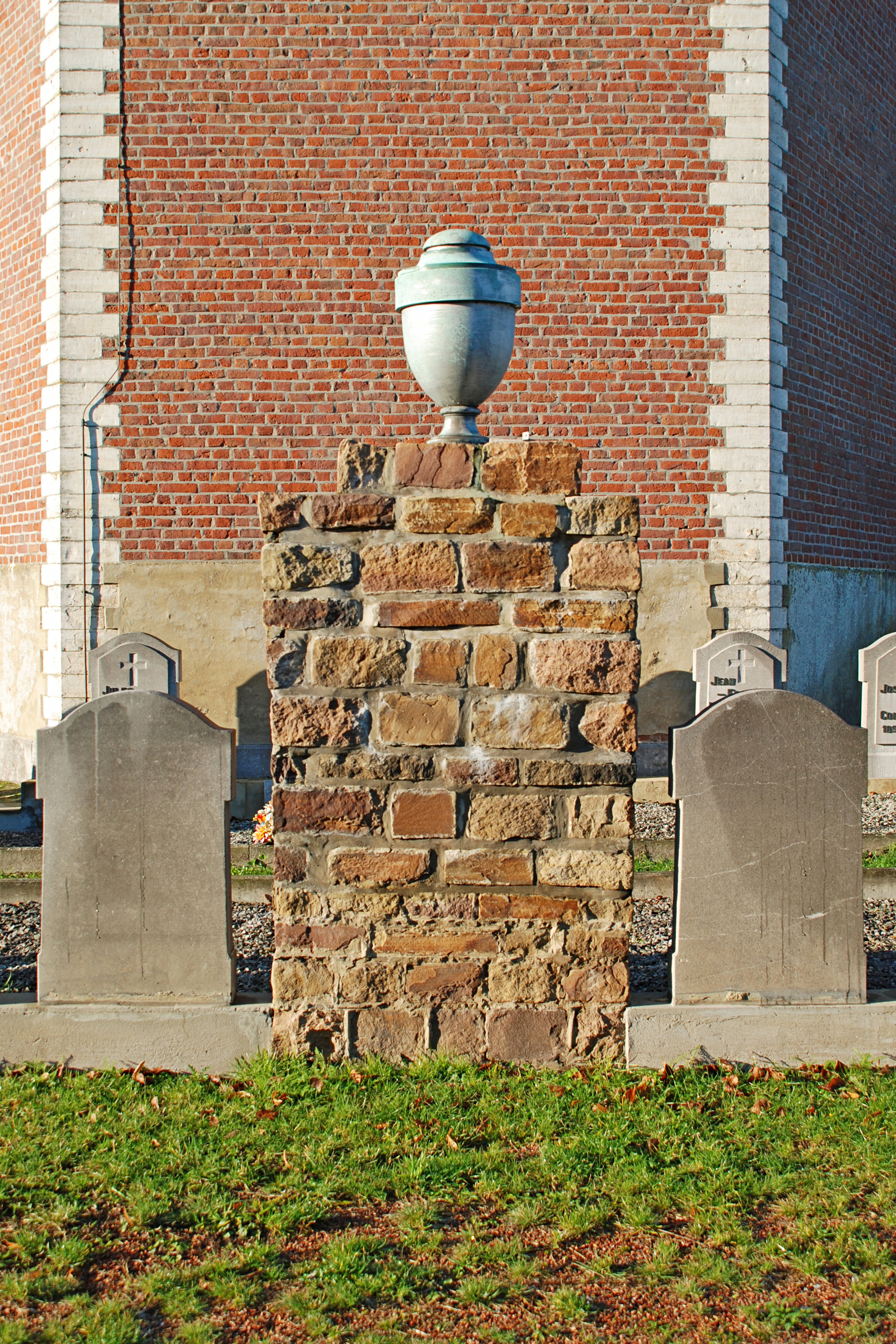
Le pilier et l'urne.
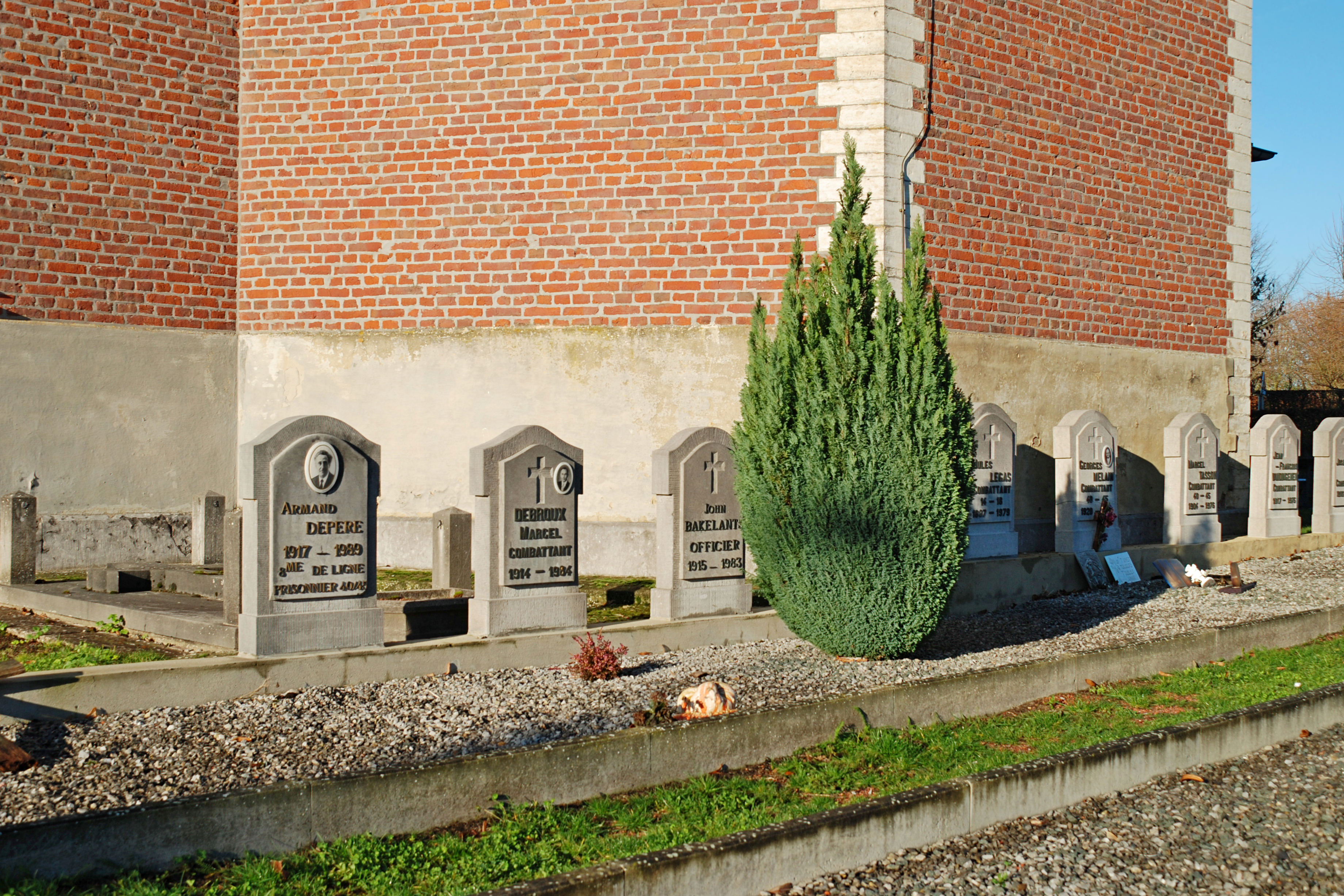
Rangée occidentale.

### Tombe de Jacques Martin
Hergé n'était pas le seul auteur de bande dessinée célèbre qui habitait à Céroux.
Au nord du Carré d'honneur se trouve la tombe d'un autre auteur de bande dessinée célèbre qui habitait la paroisse, Jacques Martin, auteur des bandes dessinées Alix et Lefranc, décédé le 21 janvier 2010,.
Sa tombe en granit porte la mention « Jacques Martin 1921 - 2010 » et un buste d'Alix, son principal héros de bande dessinée, qui semble regarder le nom de son créateur. Une petite plaque dorée mentionne « Hommage des amis, des Enfants d'Alix et de sa famille. ».

Tombe de Jacques Martin, l'auteur de la bande dessinée Alix
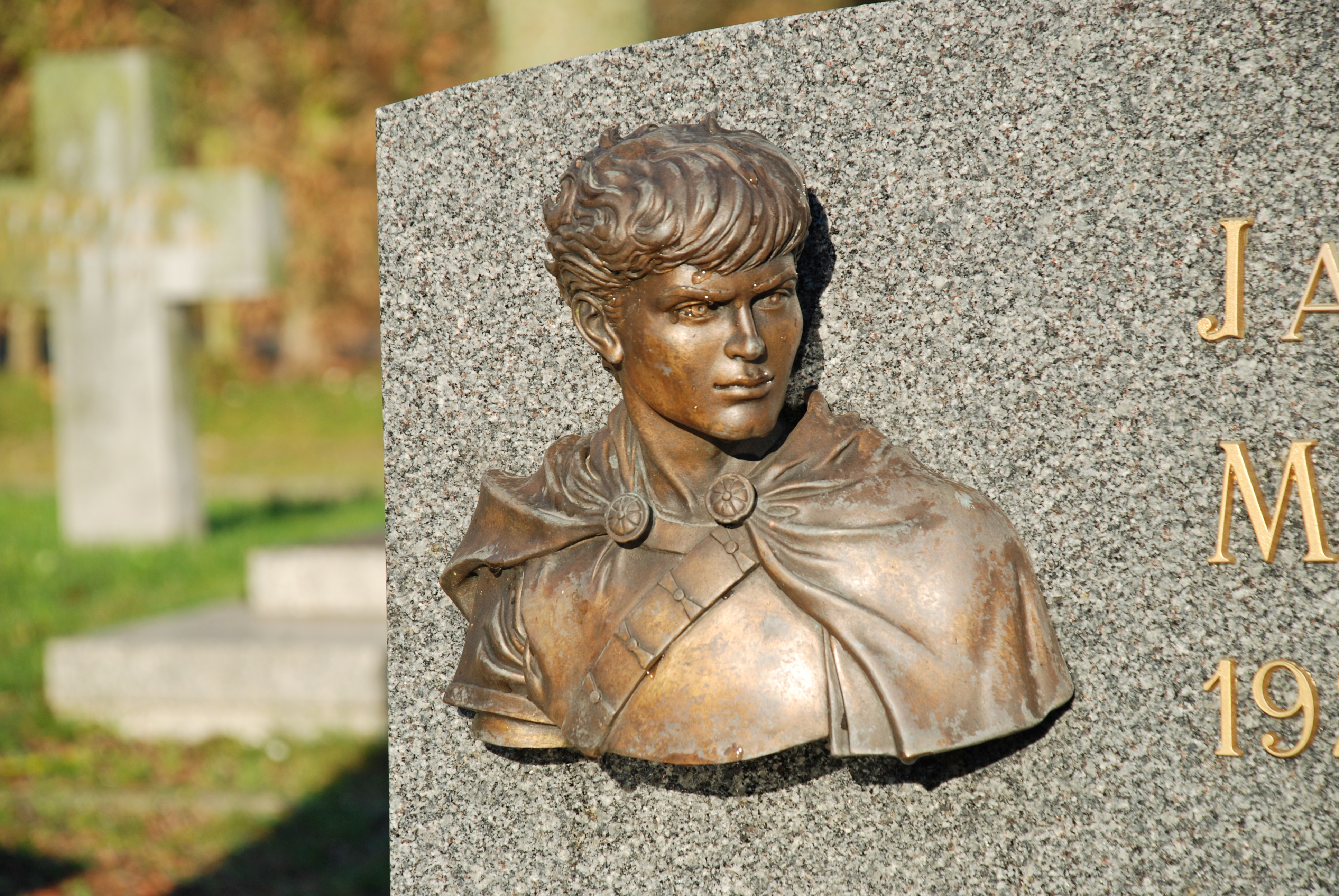
Alix.
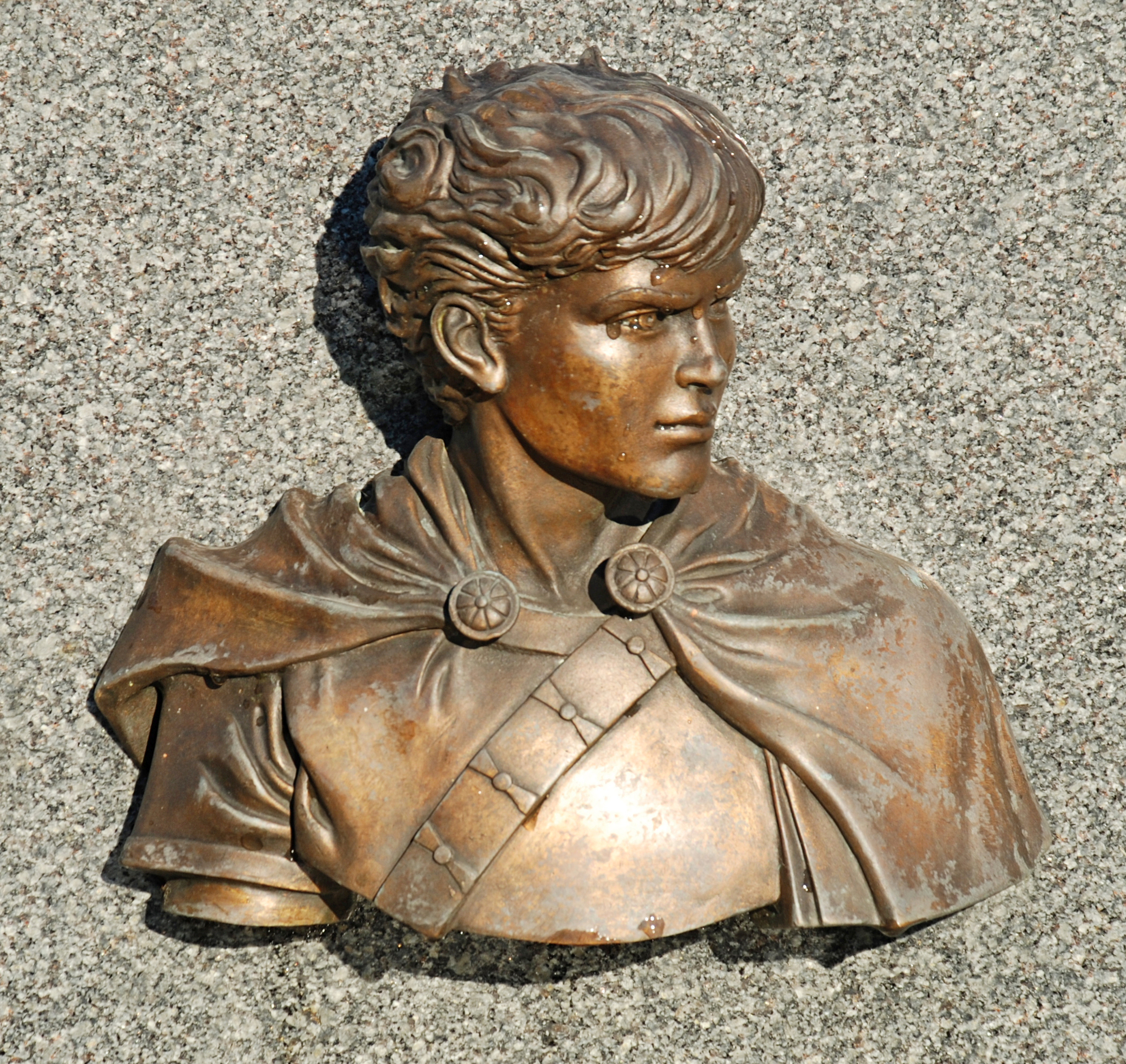
Buste d'Alix.
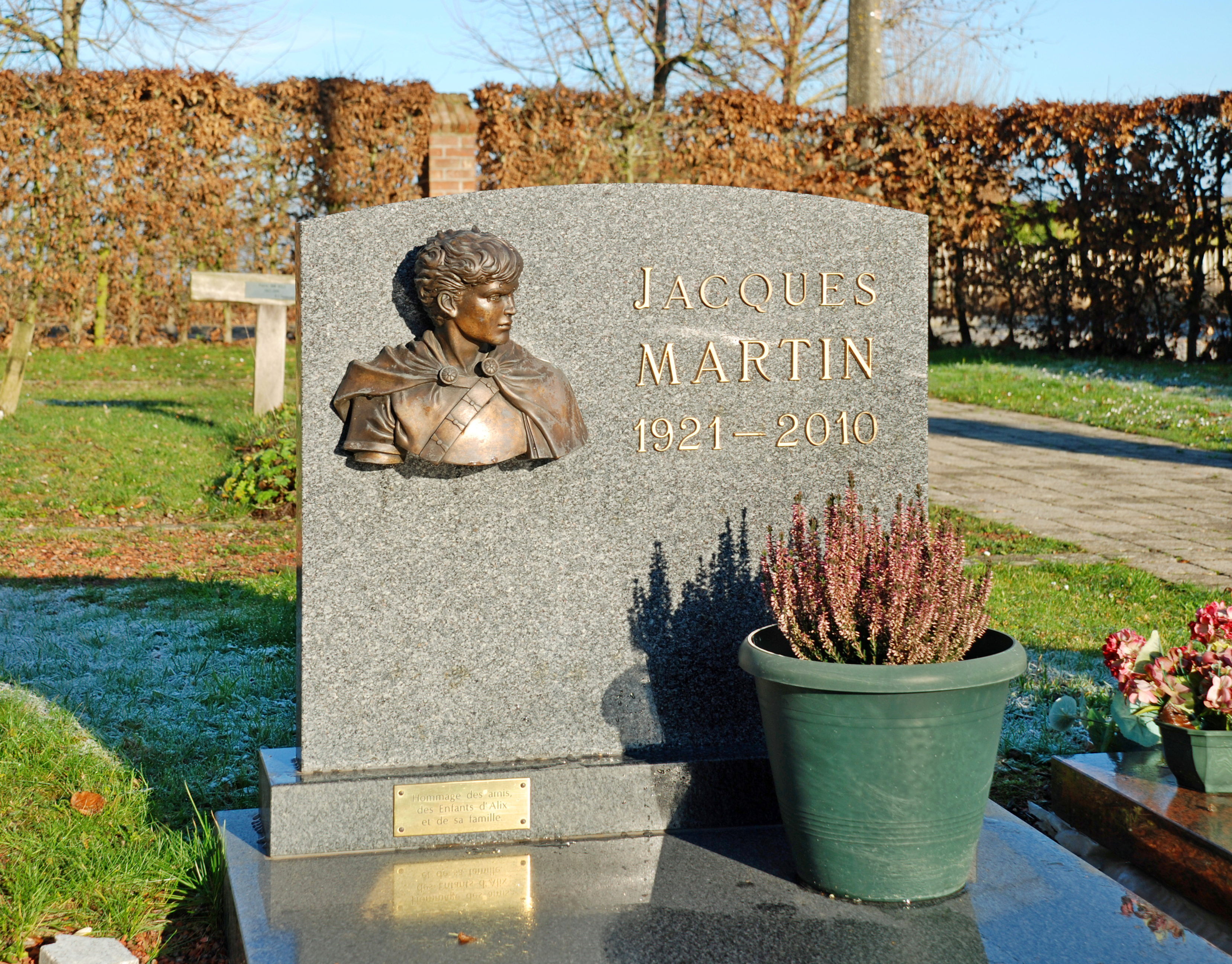
La tombe de Jacques Martin.

### Autres tombes
Par ailleurs, le cimetière paroissial présente des tombes de styles très contrastés, soit d'un style austère comme la tombe du comte van der Dilft de Borghvliet, baron Gericke d'Herwijnen (de la famille van der Dilft dont les obiits ou blasons mortuaires ornent le fond de l'église), soit d'un style exubérant et folklorique comme une tombe ornée de champignons et d'une plaque de bois affichant la « Valse de Céroux ».

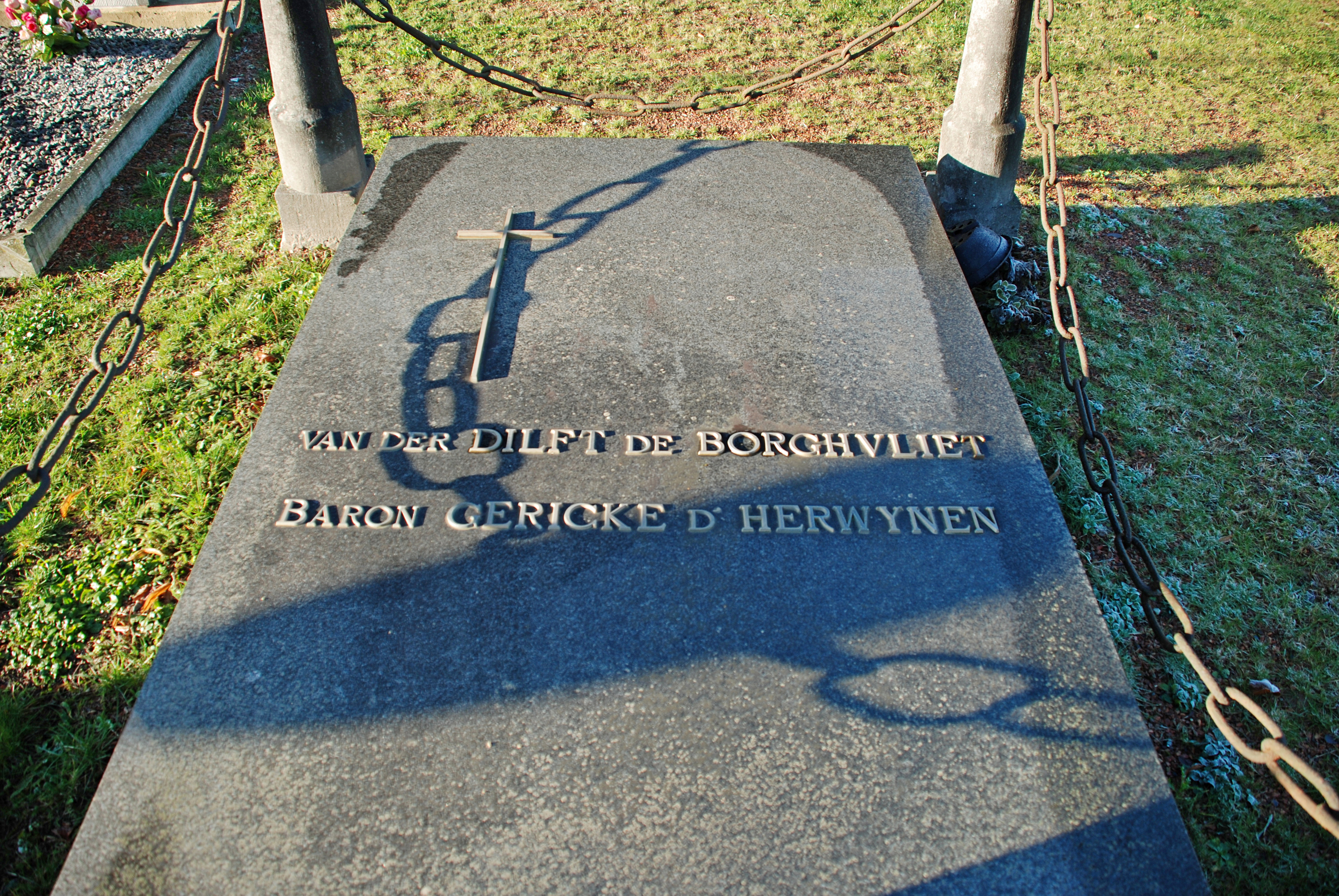
Tombe du comte van der Dilft de Borghvliet.
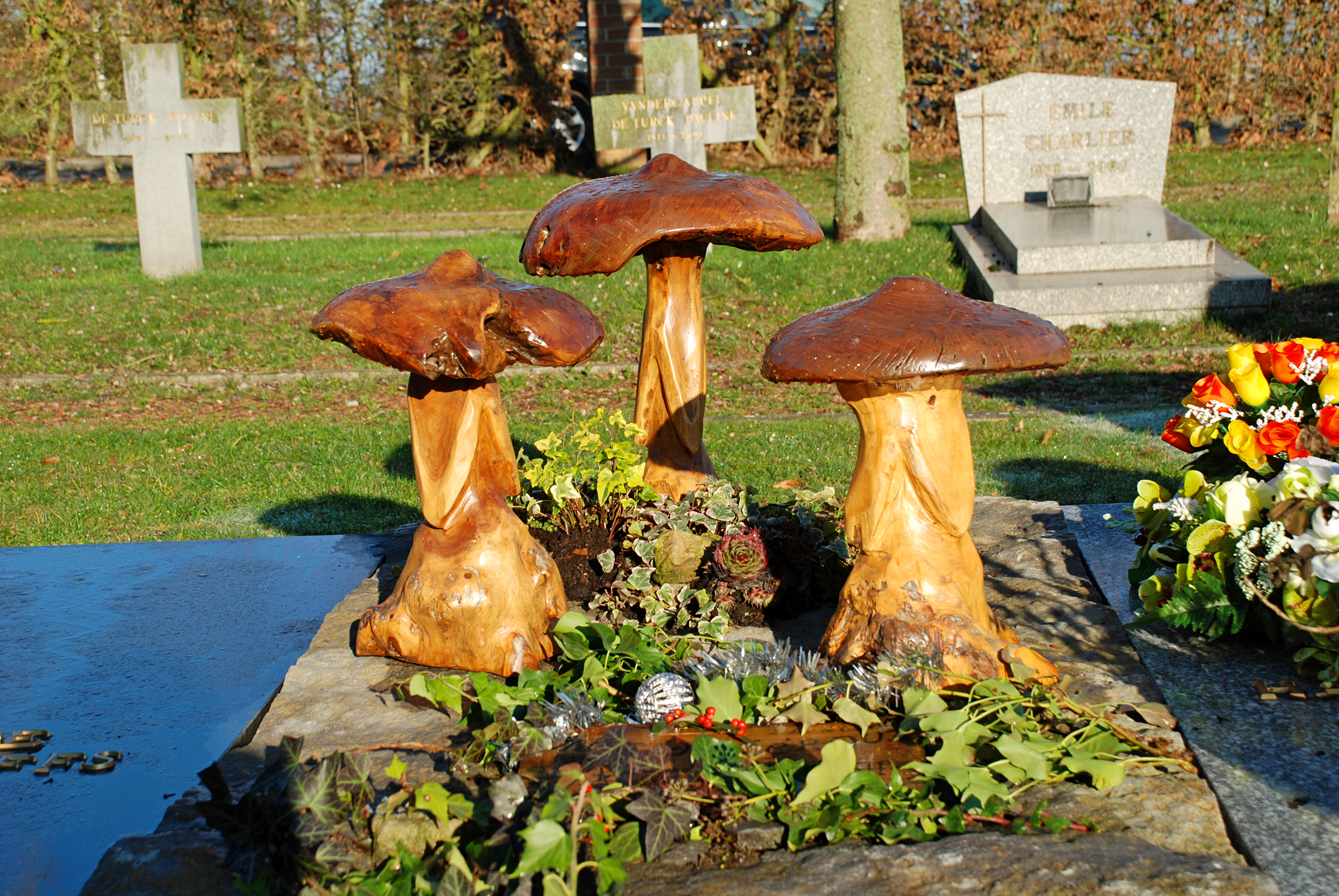
Tombe aux champignons.
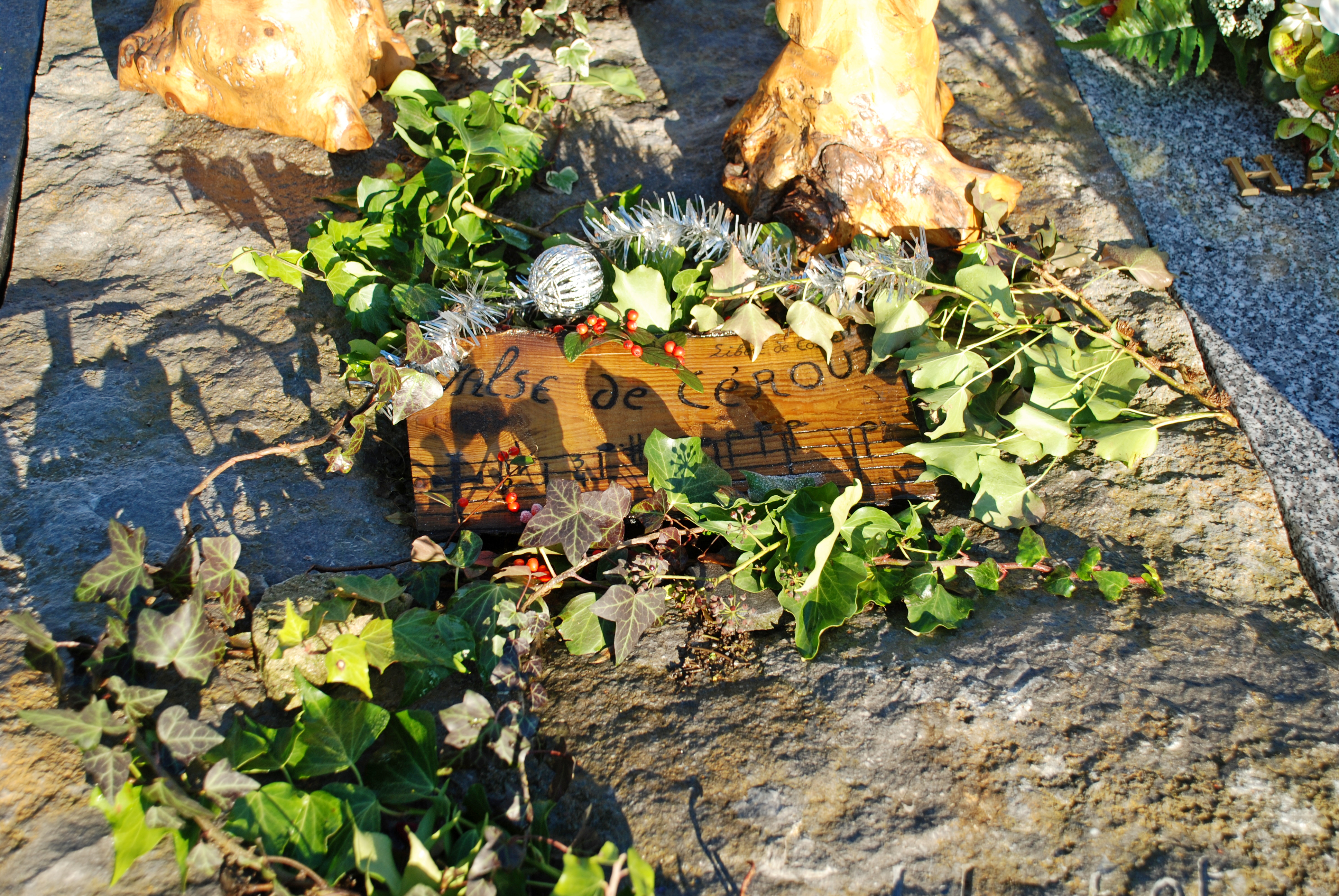
« Valse de Céroux ».

## Nature
L'édifice est un site d'été pour une colonie de chauves-souris : les oreillards roux.